# Guam
Guam (en chamorro: Guåhån, hasta 1898 en español también conocido como Guaján e inicialmente bautizada como isla de San Juan) es una isla situada en el archipiélago de las islas Marianas (Pacífico occidental), que políticamente es uno de los catorce territorios no incorporados de Estados Unidos. Es uno de los 17 territorios no autónomos bajo supervisión del Comité de Descolonización de las Naciones Unidas, con el fin de eliminar el colonialismo.
Guam fue territorio español, gobernado como parte de la Capitanía General de las Filipinas desde el siglo XVI hasta 1898, cuando fue anexada en el contexto de la guerra hispano-estadounidense. Se trata de la isla más grande y meridional de las islas Marianas. La capital es la ciudad de Agaña y la ciudad más poblada es Dededo. Guam ha sido miembro de la Comunidad del Pacífico desde 1983. Los habitantes de Guam se llaman guameños (en inglés, Guamanians) y son ciudadanos estadounidenses por nacimiento. Los indígenas guameños son los chamorros, que están relacionados con otros nativos austronesios del este de Indonesia, las Filipinas y Taiwán.
Guam tiene un área de 540 km² y una densidad de población de 299 habitantes por km². En Oceanía, es la isla más grande y meridional de las islas Marianas y la isla más grande de Micronesia. Entre sus municipios, Mongmong-Toto-Maite tiene la densidad de población más alta con 1425 personas por km², mientras que Inarajan y Umatac tienen la densidad más baja con 46 personas por km². El punto más alto es el Monte Lamlam, a 406 m sobre el nivel del mar. Desde la década de 1960 la economía ha sido apoyada por dos industrias: el turismo y las Fuerzas Armadas de los Estados Unidos.
Los indígenas chamorros se establecieron en la isla hace aproximadamente 4000 años. El explorador portugués Fernando de Magallanes, mientras estaba al servicio de España, fue el primer europeo en visitar la isla, el 6 de marzo de 1521. Guam fue colonizado por España en 1668 con colonos, incluido Diego Luis de San Vitores, un misionero católico jesuita. Entre el siglo XVI y el XVIII, Guam fue una parada importante para los galeones españoles con destino a Manila y las islas Filipinas. Durante la guerra hispano-estadounidense, Estados Unidos capturó Guam el 21 de junio de 1898. En virtud del Tratado de París, España cedió Guam a Estados Unidos el 10 de diciembre de 1898. Guam se encuentra entre los 17 territorios no autónomos enumerados por las Naciones Unidas.
Antes de la II Guerra Mundial, había cinco jurisdicciones estadounidenses en el Océano Pacífico: Guam e Isla Wake en Micronesia, Samoa Estadounidense y Hawái en Polinesia, y Filipinas.
El 8 de diciembre de 1941, horas después del ataque a Pearl Harbor, Guam fue invadida y capturada por los japoneses, que ocuparon la isla durante dos años y medio. Durante la ocupación, los guameños fueron sometidos a decapitaciones, trabajos forzados, violaciones y torturas. Las fuerzas estadounidenses recuperaron la isla el 21 de julio de 1944. El Día de la Liberación conmemora la victoria.
Un lema territorial no oficial pero de uso frecuente es "Donde comienza el día de América", que se refiere a la proximidad de la isla a la línea internacional de cambio de fecha.

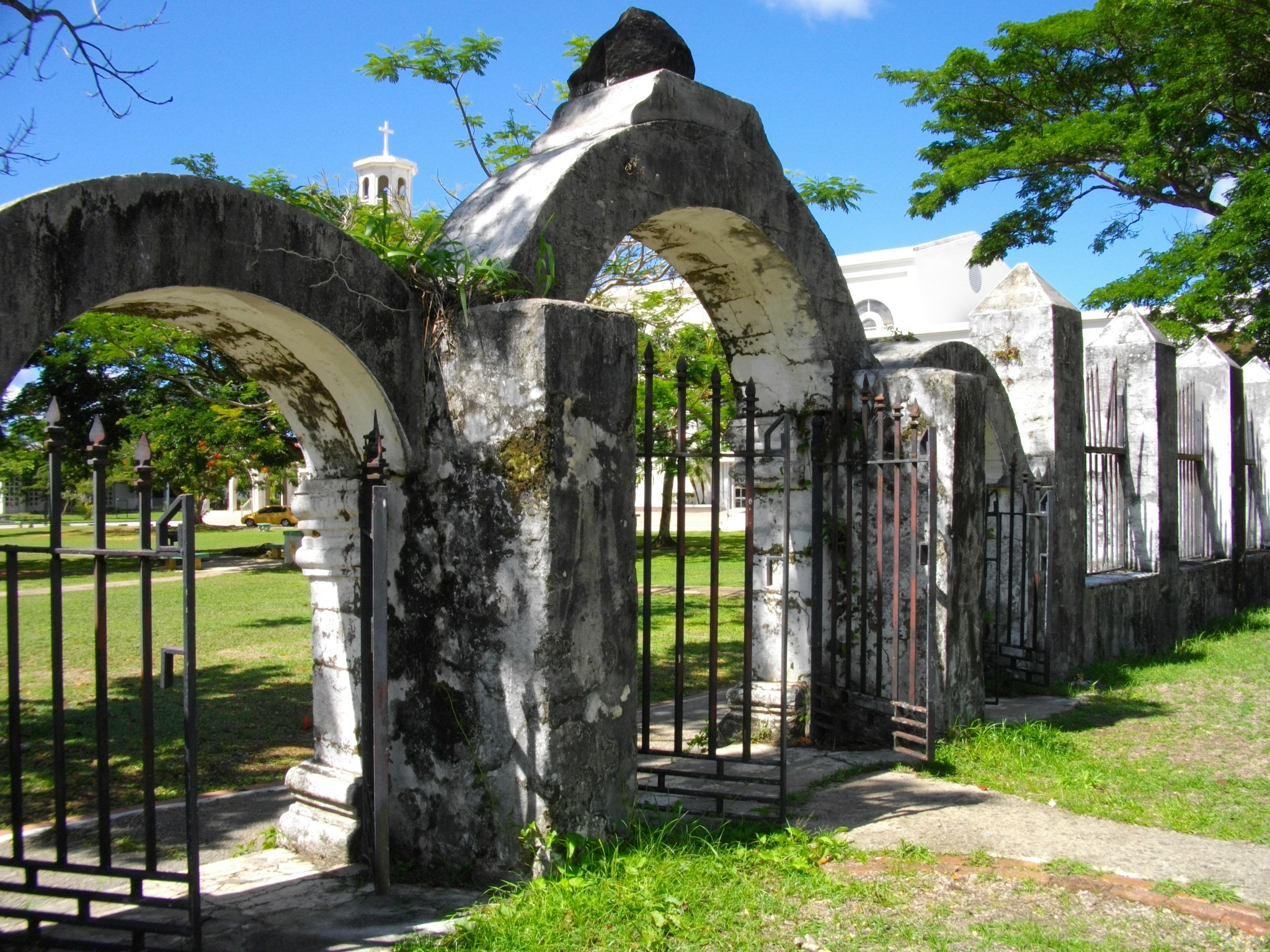
Plaza de España en Agaña.

## Toponimia
El vocablo «Guam» o «Guaján», proviene del idioma chamorro, que es la lengua original de los habitantes de la isla; el propio término chamorro, es una derivación del significado «noble».
Hasta 1898 el nombre oficial de la isla fue Guaján (acorde con la pronunciación que representa la actual grafía en chamorro). El nombre Guam aparecía también en documentos en español ya en 1886. El diccionario Universal de 1847 de Francisco de Paula Mellado se refiere a la isla como Guam o Guajan, otros diccionarios en español en 1853 se referían a la isla como Guam, Guajan o San Juan. Sin embargo, a consecuencia de la derrota de España en la guerra hispano-estadounidense, la isla fue obligatoriamente «cedida» a Estados Unidos y desde aquel entonces se comenzó a usar mayoritariamente el nombre abreviado «Guam».

## Historia

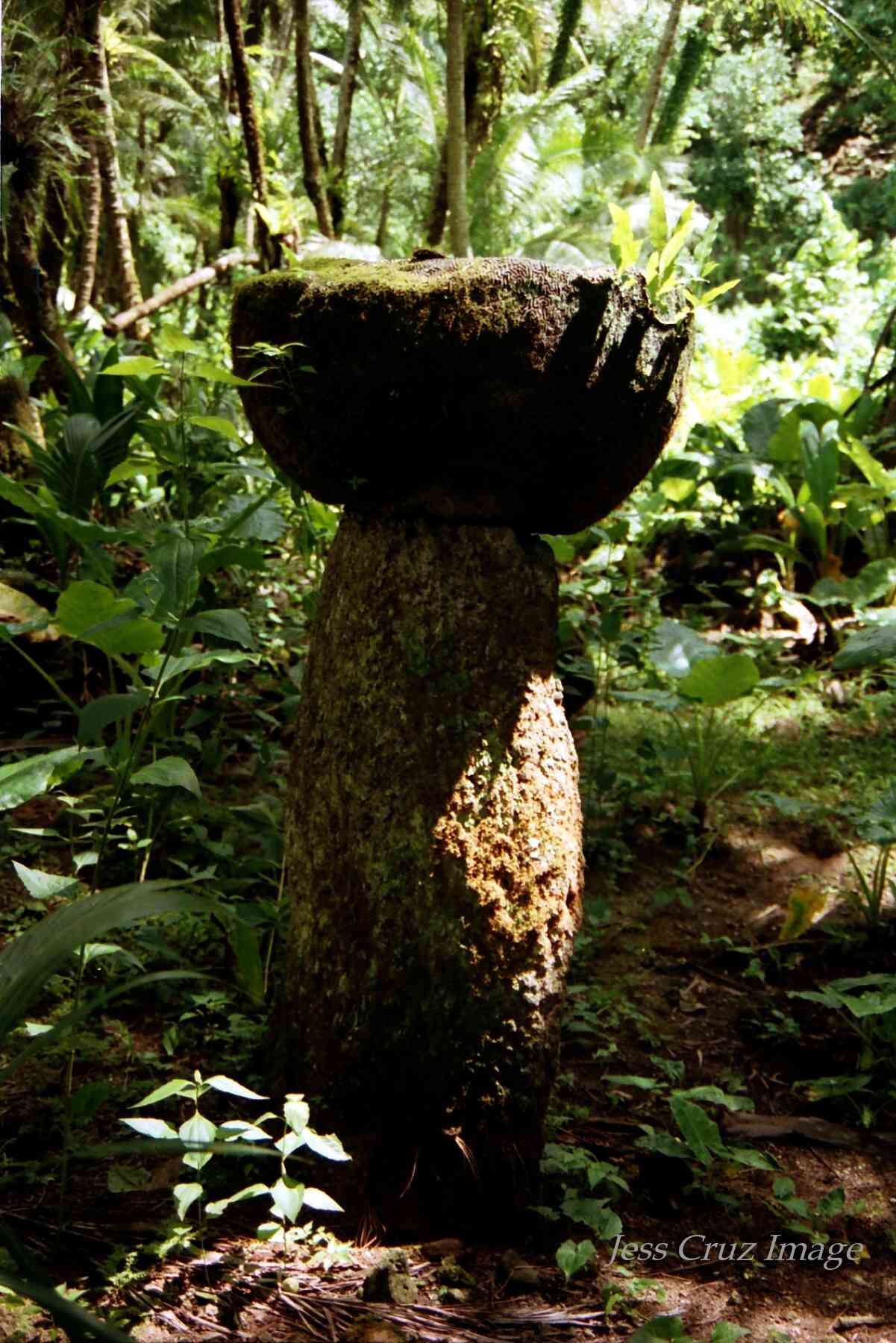
Piedras de latte (haligi en chamorro) pilares esculpidos por los nativos de Guam antes de la llegada de los españoles

### Periodo Prehispánico
Guam, junto con las Islas Marianas, fueron las primeras islas habitadas por el hombre en la llamada Oceanía Remota. Por cierto, también fue donde se produjo la primera y la más larga de las travesías oceánicas de los pueblos austronesios, y está separada del posterior poblamiento polinesio del resto de Oceanía Remota. Los primeros asentamientos se produjeron entre 1500 y 1400 a. C. y procedían de Filipinas. Le siguió una segunda migración desde las islas Carolinas hacia el primer milenio d. C., y una tercera migración desde las islas del sudeste asiático (probablemente Filipinas o Indonesia oriental) hacia el año 900 d. C.
Estos colonos originales de Guam y las Islas Marianas del Norte evolucionaron hasta convertirse en el pueblo chamorro, conocido históricamente así tras el primer contacto con los españoles. La antigua sociedad chamorra tenía cuatro clases: chamorri (jefes), matua (clase alta), achaot (clase media) y mana'chang (clase baja). Los matua estaban situados en los pueblos costeros, lo que significaba que tenían el mejor acceso a los caladeros, mientras que los mana'chang se encontraban en el interior de la isla. Los matua y los mana'chang rara vez se comunicaban entre sí, y los matua solían utilizar a los achaot como intermediarios. También había "makåhna" o "kakahna", chamanes que ellos creían tenían poderes mágicos, y "'suruhånu" o "suruhåna", curanderos que utilizaban distintos tipos de plantas y materiales naturales para fabricar medicinas. La creencia en los espíritus de los antiguos chamorros llamados "Taotao mo'na" aún persiste como vestigio de la cultura preeuropea. Se cree que los "suruhånu" o "suruhåna" son los únicos que pueden recolectar con seguridad plantas y otros materiales naturales de sus hogares o "hålomtåno" sin incurrir en la ira de los "Taotao mo'na". Su sociedad estaba organizada en clanes matrilineales.
Los chamorros levantaban columnatas de pilares megalíticos llamados piedras latte sobre las que construían sus casas. Las piedras latte son pilares de piedra que solo se encuentran en las islas Marianas; son un desarrollo reciente en la sociedad chamorra anterior al contacto. Las piedras latte se utilizaban como cimientos sobre los que se construían cabañas con techo de paja. Las piedras latte consisten en una base formada por piedra caliza llamada haligi y una piedra de remate o tåsa, hecha bien de un gran coral cerebro o de piedra caliza, colocada encima. En 1925 se descubrió en Rota una posible fuente de estas piedras, la cantera de piedra latte de Rota.

### Dominio español (1521-1898)

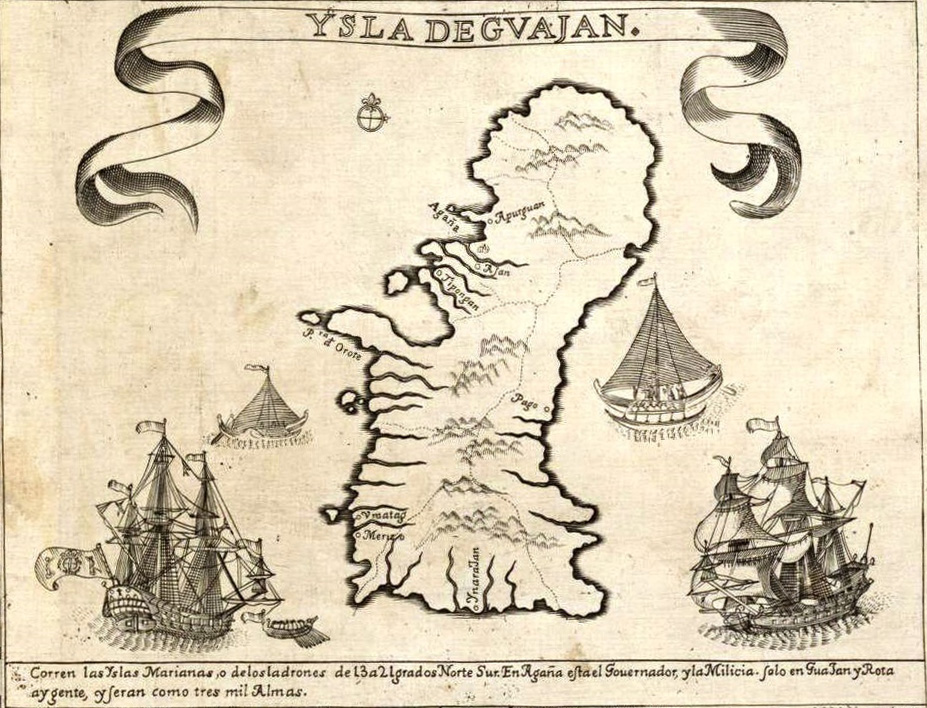
Isla de Guaján, Carta Hydrographica y Chorographica de las Islas Filipinas (1734)

El 6 de marzo de 1521, el portugués Fernando de Magallanes descubrió la isla durante la expedición española de circunnavegación del mundo, en la cual fondeó para aprovisionarse de víveres y hacer reparaciones. Es Miguel López de Legazpi quien, en nombre del Rey de España, toma posesión efectiva de ella y de las islas vecinas (islas Marianas), realizando la incorporación de la isla a España el 22 de enero de 1565, como parte de la Capitanía General de Filipinas (adscrita al Virreinato de Nueva España).

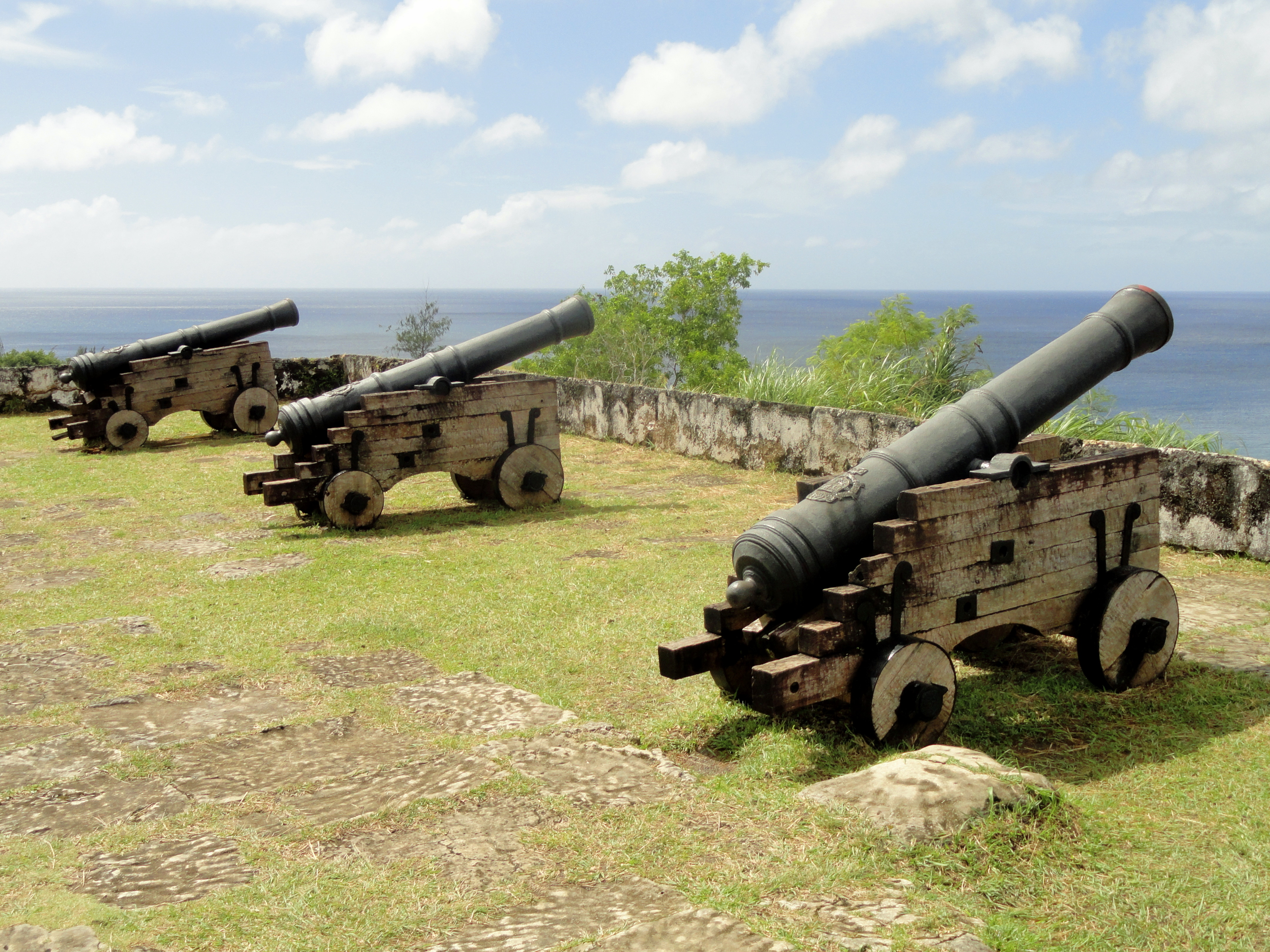
Fuerte de Nuestra Señora de la Soledad construido por los españoles entre 1802 y 1819.

 Así pues, la colonización efectiva de Guam empezó en el siglo XVII con la llegada de pobladores procedentes de la Nueva España, y más aún desde la llegada del misionero español Diego Luis de San Vitores en 1668.
En 1663 la reina Mariana de Austria, esposa de Felipe IV de España, encomendó la evangelización en todas las nuevas posesiones españolas. Para esta misión fue nombrado el jesuita San Vitores, quien partió de Acapulco (en el actual México) junto a otros cuatro religiosos. Los jesuitas llegaron a la isla el 15 de junio de 1668, estableciéndose en Agaña. En un principio fueron bien recibidos por el cacique Quipuha, quien se convirtió al catolicismo, pero pronto estallaron graves revueltas. Estos disturbios no impidieron que el 2 de febrero de 1669 se levantara la iglesia parroquial de Guam. Los isleños se enfrentaron varias veces a los misioneros españoles hasta que llegó a reducirlos el capitán Damián de Explana. Durante estas revueltas muchos fueron los jesuitas que murieron violentamente a manos de los naturales de la isla, entre ellos los padres San Vitores y Medina. En 1678 el gobernador de Filipinas dejó en Guam una guarnición de 30 hombres a las órdenes de Juan Salas. Una vez reprimidos los indígenas, volvieron los misioneros, quienes se establecieron en este territorio hasta 1899. Con la expulsión de los jesuitas en 1769 por orden de Carlos III ocuparon su lugar los Recoletos de San Agustín.
La llegada del gobernador español don Mariano Tobías, el 15 de septiembre de 1771, trajo consigo reformas agrícolas, incluyendo la puesta a disposición de los isleños de tierras para su cultivo, alentó el desarrollo de la ganadería, importó ciervos y búfalos de agua de Manila, burros y mulos de Acapulco, estableció molinos de algodón y salinas, escuelas públicas gratuitas y la primera milicia de Guaján. Más tarde, fue transferido a Manila en junio de 1774.
Guam tuvo una importancia estratégica para España en el Pacífico, al ser el principal puerto de escala para el Galeón de Manila o Nao de China, que cubría la ruta transpacífica Acapulco-Manila anualmente. Agaña fue la primera ciudad de Oceanía gracias al comercio, dotada de edificios y e instituciones propias de las poblaciones novohispanas filipinas o americanas. Dicha ruta duró desde 1565 hasta 1815 por la guerra de independencia de México. Se conservan de la época virreinal cinco fuertes españoles: Nuestra Señora de la Soledad, Santa Águeda, Santo Ángel, San José y Santiago. Además, se encuentran los puentes de San Antonio y Tailafak en El Camino Real que es la vieja carretera costera que unía San Ignacio de Agaña con el puerto sureño de Umatac, donde fondeaba el Galeón de Manila, y la Plaza de España, en la cual se pueden encontrar la Puerta de Tres Arcos, la Azotea y la Casa del Chocolate en el distrito histórico de Agaña.

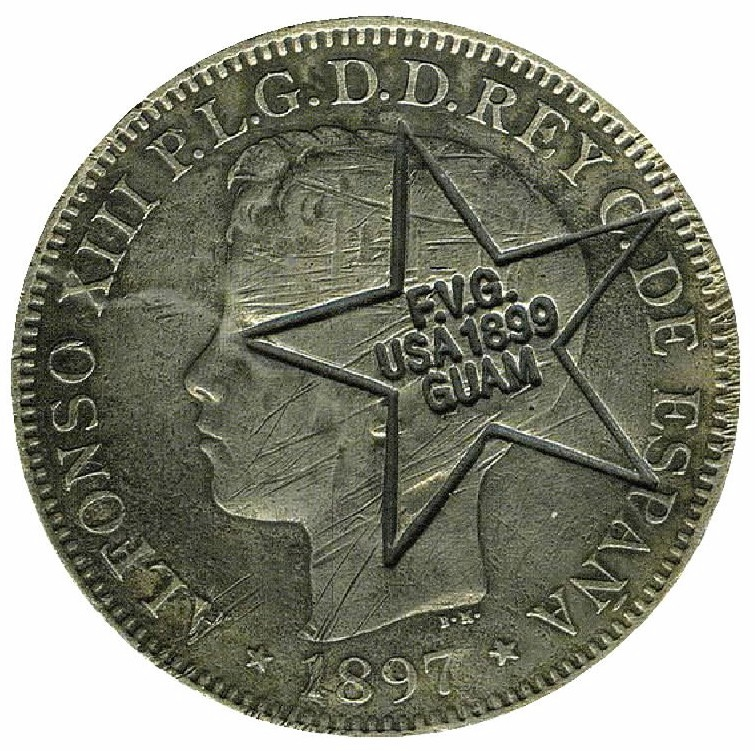
Peseta española de Filipinas con marca identificativa de la ocupación de Guam por parte de Estados Unidos en 1899.

Hasta 1898 el nombre oficial de la isla fue Guaján (acorde con la pronunciación que representa la actual grafía en chamorro).

### Cesión a Estados Unidos
A consecuencia de la derrota de España en la guerra hispano-estadounidense, la isla fue obligatoriamente «cedida» a Estados Unidos en 1898, por el Tratado de París, en el mismo momento en que España perdió Filipinas, Cuba y Puerto Rico. Desde esa época se comenzó a usar el nombre abreviado "Guam".El resto de las islas Marianas fueron conservadas por España (y vendidas al año siguiente a Alemania por 25 millones de pesetas, junto con las islas Carolinas y Palaos).
El almirante estadounidense F. V. Green tomó posesión de la isla y de esta manera Guam se convirtió en una base naval bajo jurisdicción de la Marina de Estados Unidos. El almirante ordenó estampar sobre las pesetas españolas de Filipinas, moneda utilizada en ese momento en todo el territorio, una marca que contenía la leyenda “F.V.G.” (iniciales del almirante), la inscripción “USA” con la fecha 1899 y el nombre GUAM, todo ello dentro de una estrella de cinco puntas.
Capturada por Japón mediante una invasión el 13 de diciembre de 1941, fue recuperada por los estadounidenses tras la batalla de Guam, que duró del 21 de julio al 10 de agosto de 1944.

### Historia reciente
En 1950 se concedió a la isla un régimen de autonomía interna, al tiempo que los habitantes de Guam obtenían la ciudadanía estadounidense, en una situación similar, pero no exacta a la de Puerto Rico y otros territorios no incorporados de Estados Unidos.
Con una situación estratégica en el Pacífico, las instalaciones del Ejército estadounidense situadas allí son unas de las más importantes de todo el Océano Pacífico. Tras el cierre de las bases norteamericanas en Filipinas, tanto la Armada como la Fuerza Aérea fueron trasladadas a esta isla.
El 6 de agosto de 1997, Guam fue el lugar donde se produjo el accidente del vuelo 801 de Korean Air. El avión Boeing 747-300 se preparaba para aterrizar cuando se estrelló contra una colina, matando a 228 de las 254 personas a bordo.

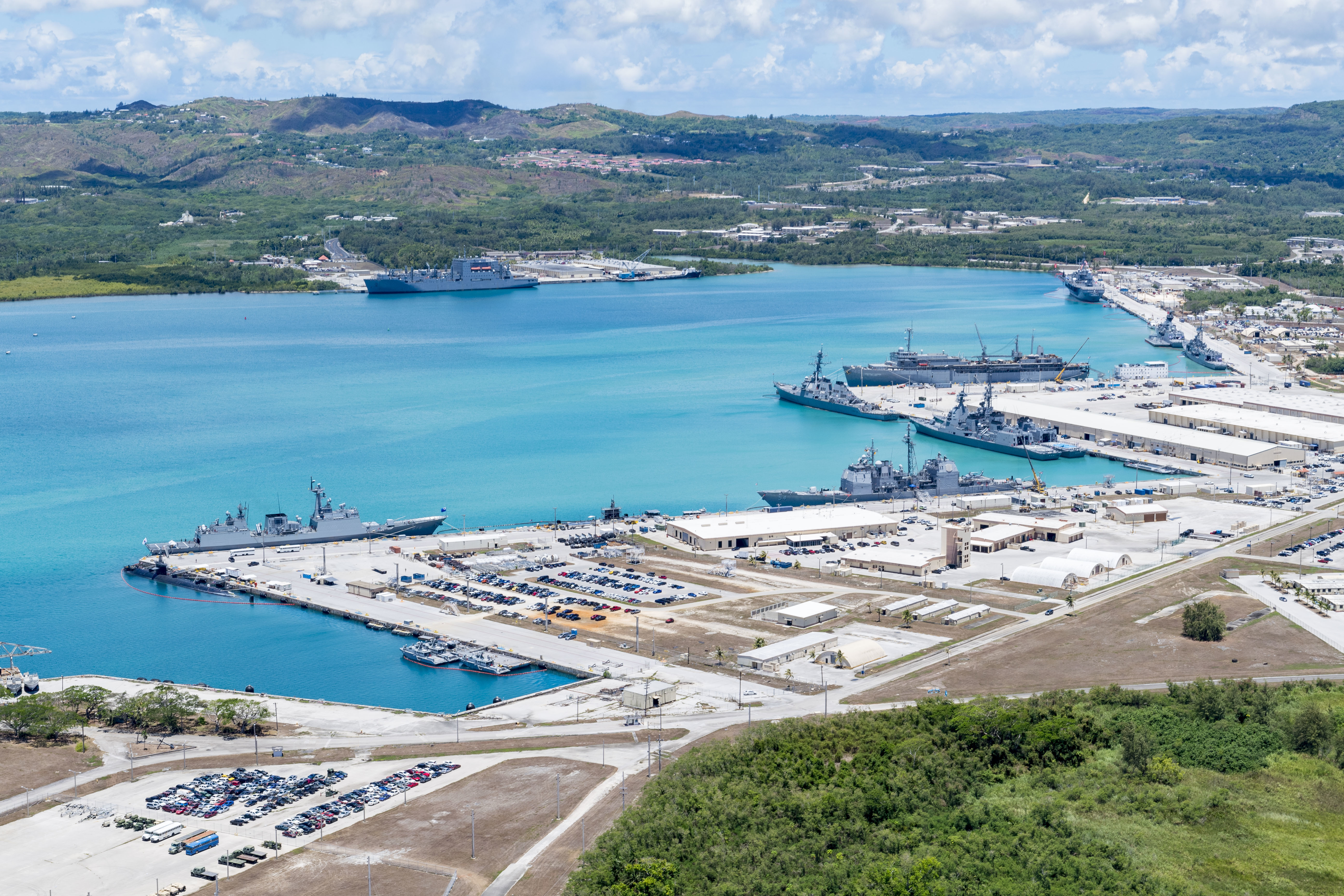
Base naval estadounidense en Guam en 2019

En agosto de 2017, Corea del Norte advirtió que podría lanzar misiles balísticos de alcance medio en aguas a una distancia de 18 a 24 millas (29 a 39 km) de Guam, tras un intercambio de amenazas entre los gobiernos de Corea del Norte y de los Estados Unidos.
En 2018, en un informe de la Oficina de Responsabilidad del Gobierno se afirmó que el agente naranja se utilizó como herbicida comercial en Guam durante las guerras de Vietnam y Corea.
En los últimos años, Guam ha estado en el centro de muchos acontecimientos significativos que han dado forma a su historia. Desde acontecimientos políticos hasta desastres naturales, la isla ha experimentado una serie de desafíos y triunfos desde 2018.
Uno de los principales acontecimientos que impactaron a Guam durante este período fue la escalada de tensiones entre Estados Unidos y Corea del Norte. Siendo Guam un puesto militar estratégico de Estados Unidos en el Pacífico, las amenazas de Corea del Norte, incluidas las pruebas de misiles y la retórica agresiva, causaron ansiedad entre la población local. La comunidad de Guam se unió para prepararse ante cualquier posible amenaza, poniendo de relieve la resistencia y la unidad de su pueblo.
En 2020, el mundo se vio afectado por la pandemia COVID-19, y Guam no se libró de sus efectos. La isla tuvo que hacer frente a cierres patronales, restricciones de viaje y problemas económicos, ya que la industria turística, un importante motor de la economía de Guam, se paralizó. El gobierno local aplicó medidas estrictas para proteger a la población, aunque estas medidas también tuvieron un impacto significativo en las empresas y los medios de subsistencia.

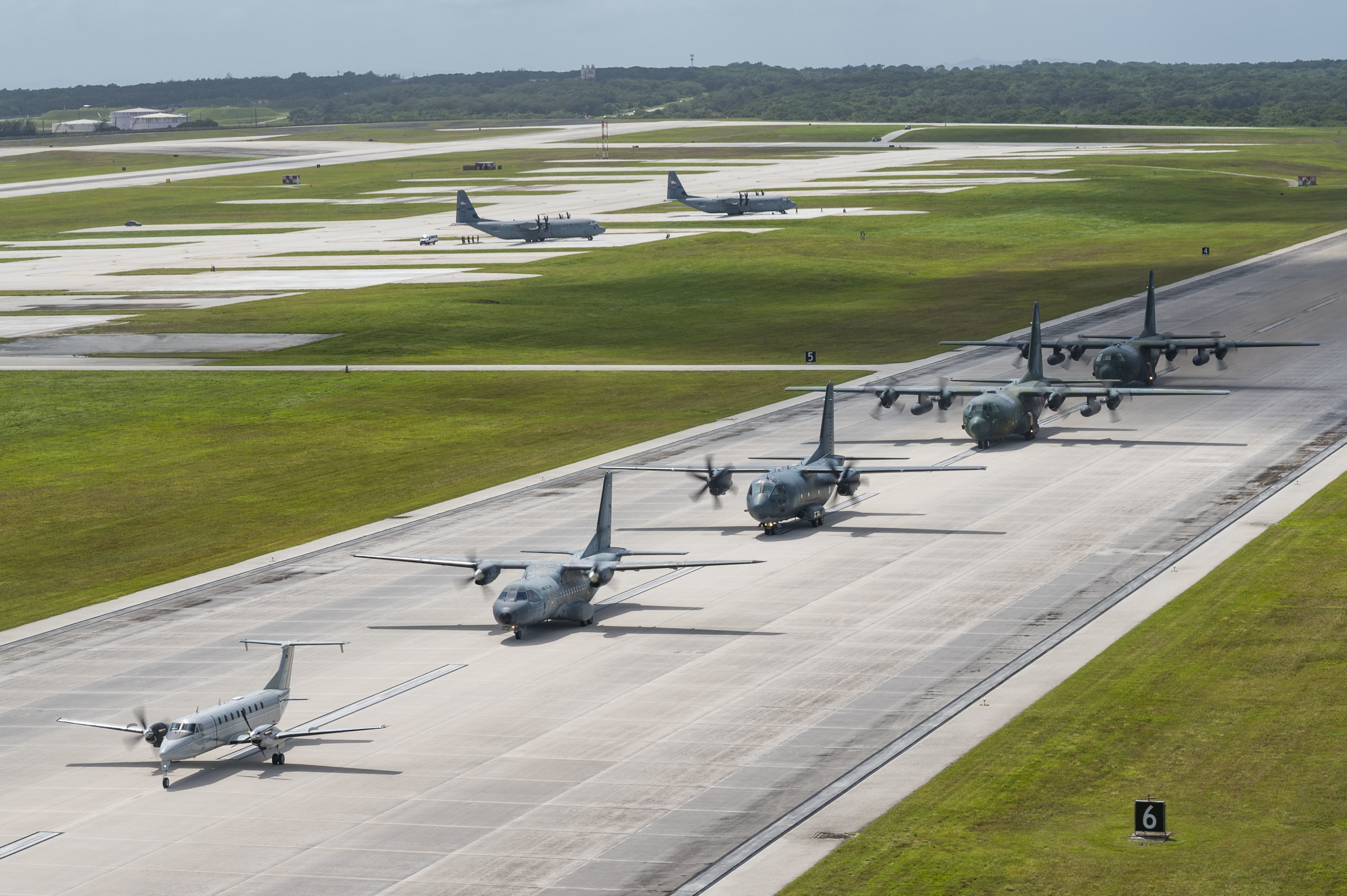
Aviones militares de Estados Unidos, Japón y Francia durante un ejercicio Militar en Guam en 2023

A pesar de estos desafíos, Guam también ha visto progresos y avances positivos en los últimos años. En 2019, Guam eligió a su primera gobernadora, Lou Leon Guerrero, marcando un momento histórico para la isla. La gobernadora León Guerrero se ha centrado en cuestiones como la atención sanitaria, la educación y el desarrollo económico, esforzándose por mejorar la calidad de vida de todos los guameños.
Cuando el mundo empezó a recuperarse de la pandemia, Guam se centró en revitalizar su economía, especialmente el sector turístico. Se hicieron esfuerzos para atraer visitantes de nuevo a la isla, centrándose en la promoción de su belleza natural, su patrimonio cultural y sus atracciones únicas. La industria turística desempeñó un papel crucial en la recuperación económica de la isla.
Además, se ha esforzado por preservar la cultura y la lengua chamorra, únicas de Guam. Las iniciativas para promover la concienciación cultural y el patrimonio han cobrado impulso, garantizando que las generaciones futuras puedan aprender y apreciar las ricas tradiciones de Guam.
En cuanto a infraestructuras, Guam ha experimentado mejoras en su sistema de transportes, con la modernización de carreteras y puentes que mejoran la conectividad en toda la isla. Estos avances no sólo han beneficiado a los residentes, sino que también han mejorado la experiencia general de los turistas.

## Gobierno y política

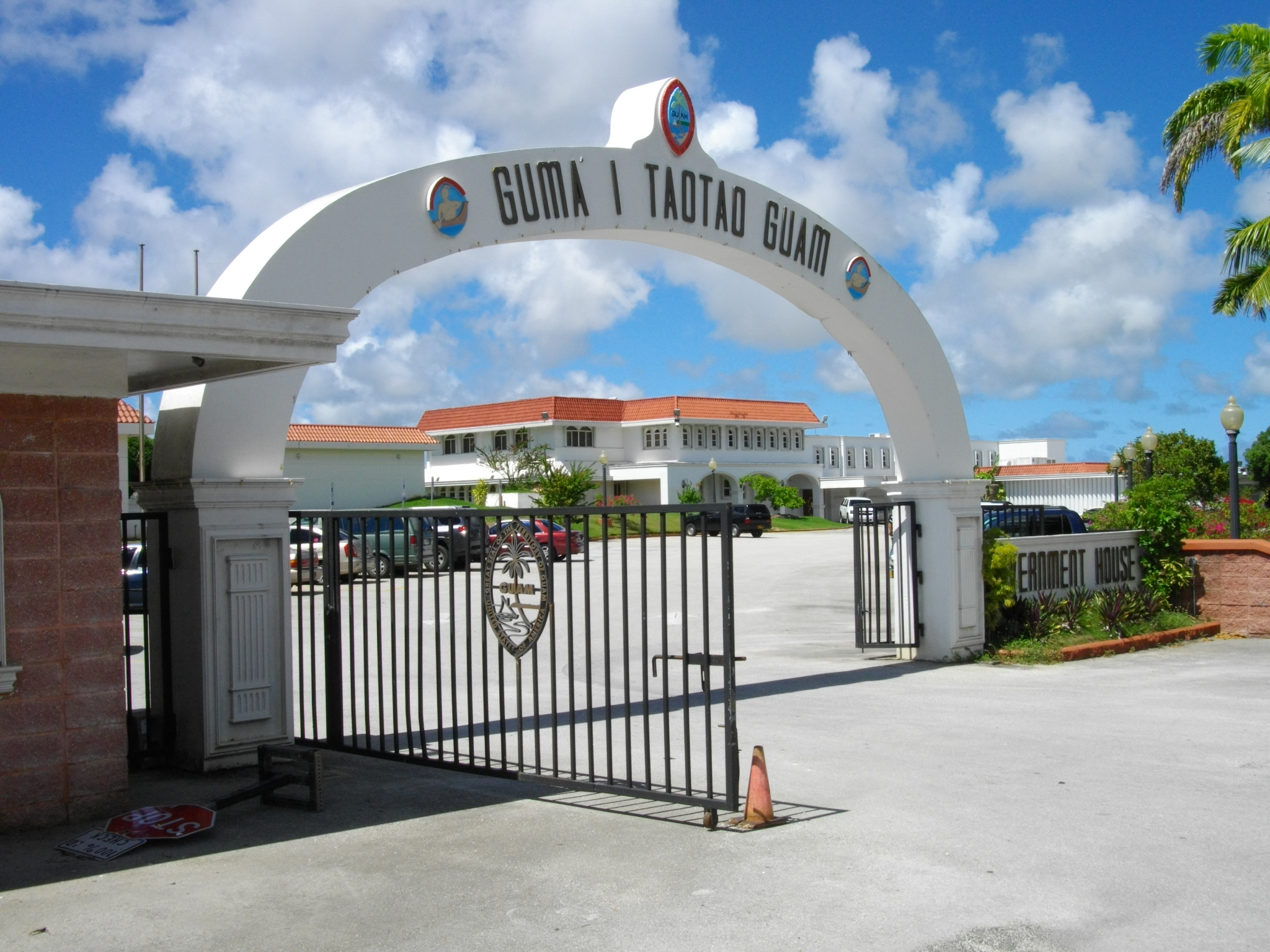
Edificio del Gobierno de Guam.

Guam está gobernada por un gobernador elegido por voto popular (en la actualidad es Lourdes Aflague León Guerrero, anteriormente fue Eddie Calvo) y una cámara de 15 miembros. Guam elige un delegado en la Cámara de Representantes que no tiene derecho a voto, quien en la actualidad es Michael San Nicolás. Durante las elecciones presidenciales, los ciudadanos de Guam votan en una votación paralela, que no cuenta respecto a las elecciones generales.
En la década de 1980 y comienzos de 1990 hubo un gran movimiento a favor de convertir Guam en un Estado Libre Asociado, lo que le daría un estatus político similar al de Puerto Rico y las cercanas islas Marianas del Norte. En cualquier caso, Washington no dio respuesta alguna a la petición de Guam de convertirse en un ELA, hasta que los dirigentes guameños retiraron la propuesta, ya bien entrada la década de 1990. Hay otros movimientos, menos significativos y con menos influencia, como el de formar junto con las Marianas del Norte una "mancomunidad independiente". Esta propuesta no tiene mucho futuro, puesto que los Estados Unidos argumentan que Guam no tiene estabilidad financiera para alcanzar ese estatus. Las mismas fuentes rápidamente proporcionan pruebas de la confianza creciente de Guam en las aportaciones federales y, demuestran como el estado de "mancomunidad independiente" beneficiaría a los Estados Unidos en general.

En 2019, la gobernadora Lou Leon Guerrero creó una comisión de resiliencia sobre el cambio climático a través de una orden ejecutiva. La comisión recibió un amplio mandato, con la intención de liderar tanto las cuestiones de sostenibilidad y emisiones como las de adaptación, conservación y uso del suelo. La orden se dictó tras las protestas de la semana anterior en la asamblea legislativa de Guam, en las que participaron el público en general y miembros de la Alianza contra el Cambio Climático de Micronesia.

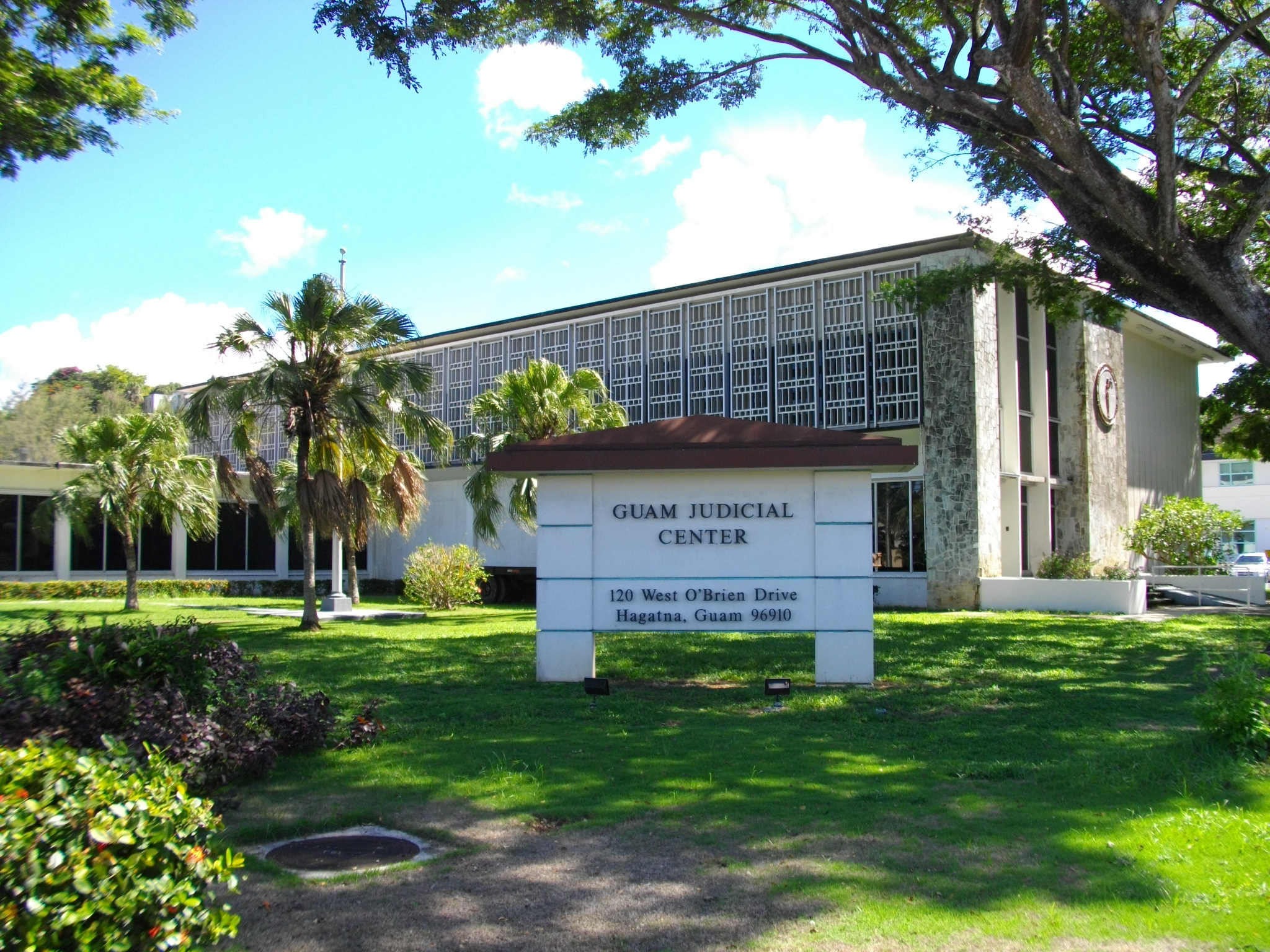
Centro Judicial de Guam

En 2017, había dos estudios en curso para evaluar el efecto de la adaptación al cambio climático en Guam. Uno se refiere a la adaptación de las infraestructuras costeras para las zonas turísticas, mientras que otro está dirigido por el Pentágono para comprender mejor el efecto del cambio climático en las fuentes de agua dulce de la isla.

## Organización político-administrativa

División de Guam en municipios.

Existen 19 poblaciones en la isla de Guam, siendo Dededo la más poblada. Además hay varias bases militares estadounidenses.
Esta isla alberga un importante destacamento militar estadounidense. Se trata de la base del escuadrón de submarinos n.º 15, en el cual están incluidos tres submarinos nucleares del tipo "Los Ángeles", de la Unidad Naval de Guerra Especial n.º 1, que incluye a tres equipos de los Navy SEAL y un grupo especializado en desplegar las tropas tras las líneas enemigas.
Hay cuatro bases en Guam que son:
- Andersen Air Force Base – Yigo

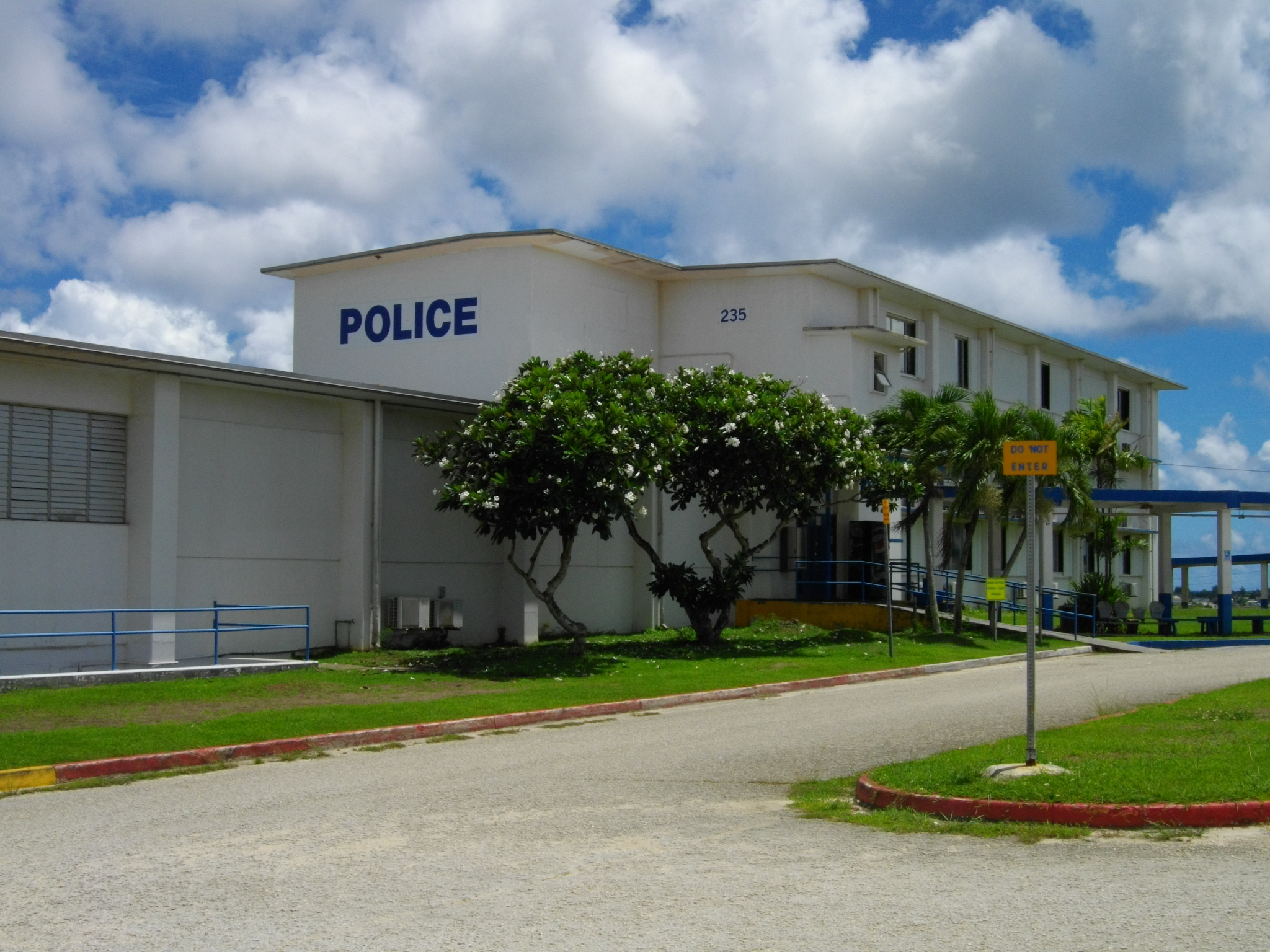
Edificio del Departamento de Policía de Guam en Barrigada

- Naval Air Station – Tiyan (actualmente administrada por el Gobierno de Guam)
- Apra Harbor – En la península de Orote
- Naval Communications Station – Barrigada y Finegayan

La Base Aérea de Guam es usada para reabastecer a los bombarderos B-2. El 10 de octubre de 2007, cuatro bombarderos B-2 del escuadrón 393 llegaron a la base de Guam para mantener una presencia activa de bombarderos de Estados Unidos.
El 23 de febrero de 2008, un bombardero B-2 Stealth de la Fuerza Aérea de Estados Unidos se estrelló cuando iba a despegar de una base de la isla de Guam. Los pilotos resultaron ilesos del accidente.
A mediados de 2012, el Centro de Estudios Estratégicos e Internacionales (CSIS, por sus siglas en inglés) presentó un informe al Congreso estadounidense para ampliar esas instalaciones con 3 submarinos de ataque, un escuadrón de bombarderos B-52, 5000 infantes de marina y un sistema antimisiles.

En 2013, luego de las constantes tensiones militares que se desataron por un posible ataque nuclear de Corea del Norte sobre territorio estadounidense, el Gobierno estadounidense anunció, a través del Pentágono, que emplazará un sistema antibalístico en Guam para reforzar la protección regional contra un posible ataque norcoreano.

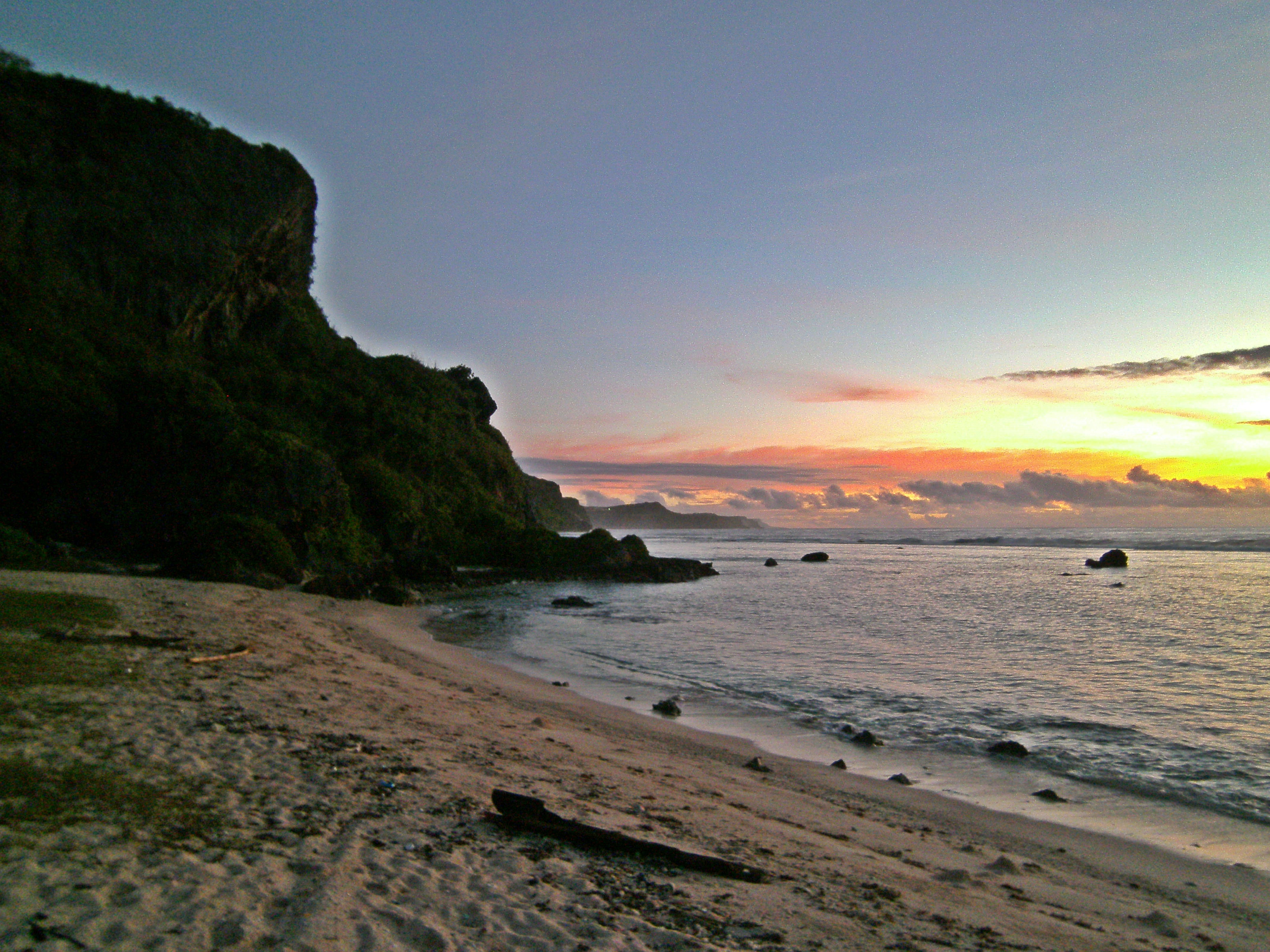
Atardecer en la bahía Pago

## Geografía
Guam está localizada en las siguientes coordenadas: 13.5°N, 144.5°E y tiene un área total de 544 km². Es la isla más grande al sur de la cadena de las islas Marianas y es la isla más grande de Micronesia. Esta cadena de islas fue creada por la colisión de las placas Pacífica y filipina. La Fosa de las Marianas, una profunda zona de subducción, pasa al este de la cadena de isla. Challenger Deep, el punto más profundo de la Tierra, está al sudoeste de Guam a 10 911 m de profundidad. El punto más alto de Guam es el Monte Lamlam, que está a 406 metros sobre el nivel del mar. La isla de Guam mide 48 kilómetros de largo y de 6 a 12 kilómetros de ancho. La isla experimenta ocasionalmente terremotos provocados por la zona de choque al oeste entre la placa Pacífica y la placa filipina. En la actualidad, ha habido terremotos con epicentro cercano a Guam con magnitudes de los 5,0 a los 8,7. Al contrario que el volcán de Anatåhan, en las Marianas del Norte, Guam no tiene actividad volcánica. En cualquier, caso debido a la proximidad, el polvo volcánico a veces afecta a Guam.
La parte del norte de la isla es una meseta de caliza arbolada coralina, mientras el sur contiene picos volcánicos cubiertos con bosque y prado. Un arrecife de coral bordea la mayor parte de la isla, excepto en áreas donde las bahías existen lo que proporciona el acceso a pequeños ríos y corrientes que corren de las colinas al Océano Pacífico y el Mar de Filipinas. La población de la isla es más densa en las regiones del norte y centrales.

### Clima

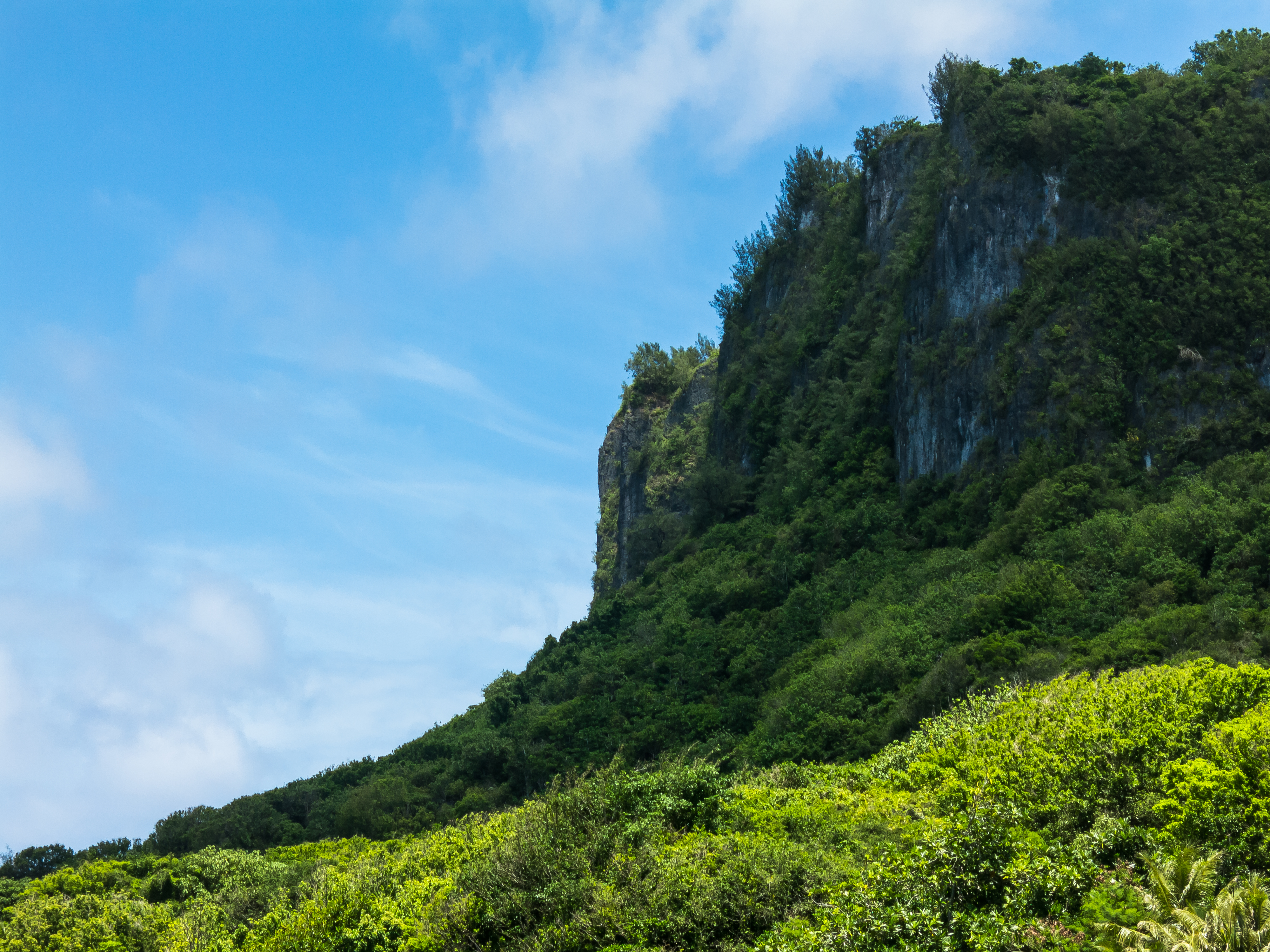
Acantilado en el Refugio Nacional de Vida Silvestre de Guam

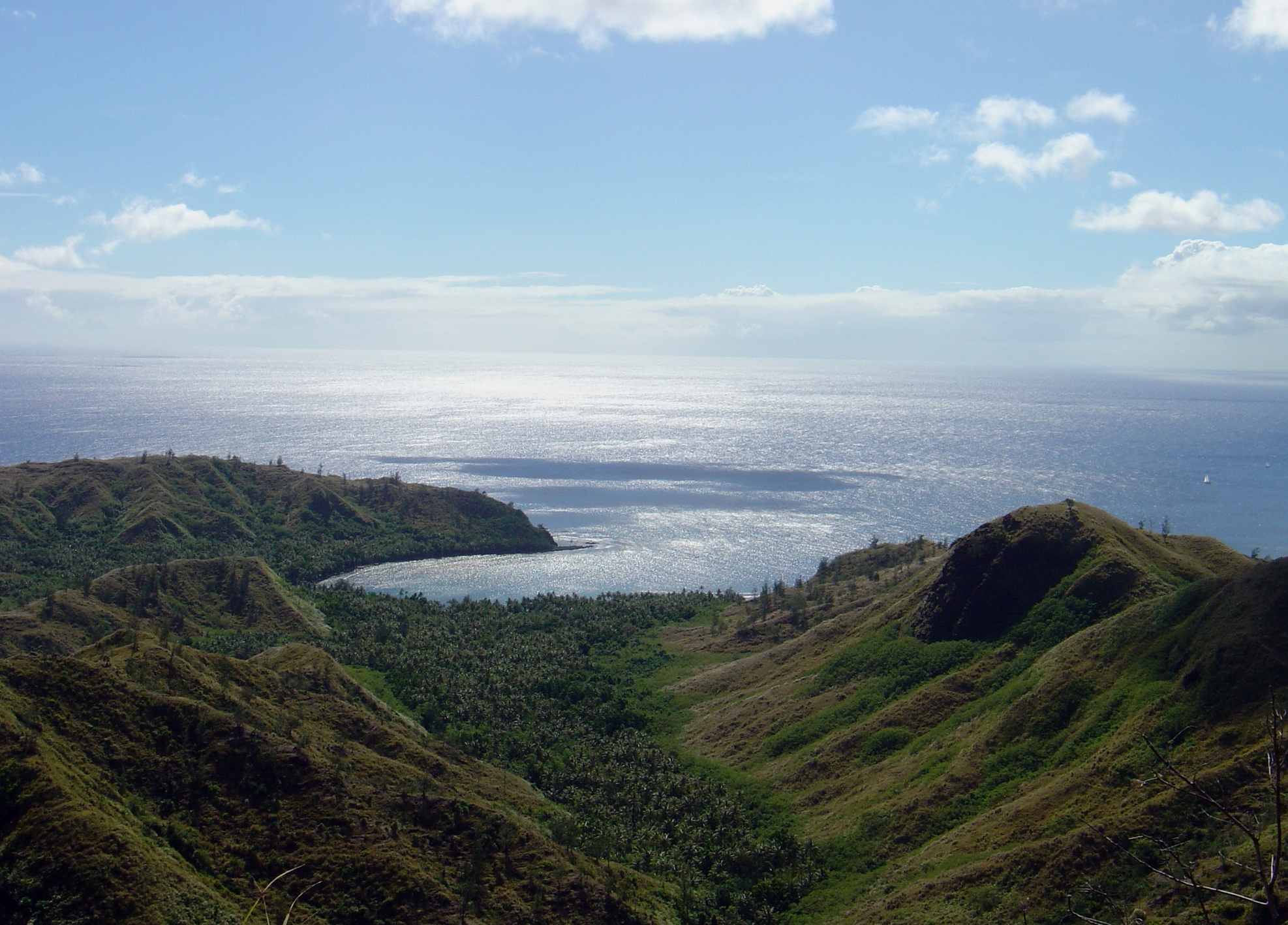
Bahía de Cetti en la Costa Sur de Guam

El clima de Guam es tropical marino. Suele ser caluroso y muy húmedo con variaciones ínfimas entre estaciones. La temperatura suele oscilar entre los 30 °C y los 24 °C con una media anual de lluvia de 2180 milímetros. La temporada seca abarca desde diciembre hasta junio. Los demás meses constituyen la temporada de lluvias. Los meses de enero y febrero son considerados los meses más fríos del año con temperaturas nocturnas que rondan los 20 °C y generalmente con niveles de humedad bajos. El mayor riesgo de tifones se da entre octubre y noviembre generalmente. Pero pueden ocurrir durante todo el año.
Una media de tres tormentas tropicales y un tifón pasan a menos de 330 kilómetros (180 millas náuticas) de Guam cada año. El tifón más fuerte que ha pasado por Guam recientemente fue el Supertifón Pongsona, con vientos sostenidos de 200 km por hora. Golpeó Guam el 8 de diciembre de 2002, dejando una destrucción masiva. Desde el SuperTifón Pamela en 1976 las estructuras de madera han sido reemplazadas por estructuras de hormigón. Durante la década de 1980 los postes de madera comenzaron a ser sustituidos por postes de acero y hormigón resistentes a tifones. En la década de 1990 muchos hogares y propietarios de negocios instalaron persianas anti-tifón.
| Parámetros climáticos promedio de Guam (Aeropuerto Internacional de Guam) (1981–2010) | Parámetros climáticos promedio de Guam (Aeropuerto Internacional de Guam) (1981–2010) | Parámetros climáticos promedio de Guam (Aeropuerto Internacional de Guam) (1981–2010) | Parámetros climáticos promedio de Guam (Aeropuerto Internacional de Guam) (1981–2010) | Parámetros climáticos promedio de Guam (Aeropuerto Internacional de Guam) (1981–2010) | Parámetros climáticos promedio de Guam (Aeropuerto Internacional de Guam) (1981–2010) | Parámetros climáticos promedio de Guam (Aeropuerto Internacional de Guam) (1981–2010) | Parámetros climáticos promedio de Guam (Aeropuerto Internacional de Guam) (1981–2010) | Parámetros climáticos promedio de Guam (Aeropuerto Internacional de Guam) (1981–2010) | Parámetros climáticos promedio de Guam (Aeropuerto Internacional de Guam) (1981–2010) | Parámetros climáticos promedio de Guam (Aeropuerto Internacional de Guam) (1981–2010) | Parámetros climáticos promedio de Guam (Aeropuerto Internacional de Guam) (1981–2010) | Parámetros climáticos promedio de Guam (Aeropuerto Internacional de Guam) (1981–2010) | Parámetros climáticos promedio de Guam (Aeropuerto Internacional de Guam) (1981–2010) |
| Mes                                                                                   | Ene.                                                                                  | Feb.                                                                                  | Mar.                                                                                  | Abr.                                                                                  | May.                                                                                  | Jun.                                                                                  | Jul.                                                                                  | Ago.                                                                                  | Sep.                                                                                  | Oct.                                                                                  | Nov.                                                                                  | Dic.                                                                                  | Anual                                                                                 |
| ------------------------------------------------------------------------------------- | ------------------------------------------------------------------------------------- | ------------------------------------------------------------------------------------- | ------------------------------------------------------------------------------------- | ------------------------------------------------------------------------------------- | ------------------------------------------------------------------------------------- | ------------------------------------------------------------------------------------- | ------------------------------------------------------------------------------------- | ------------------------------------------------------------------------------------- | ------------------------------------------------------------------------------------- | ------------------------------------------------------------------------------------- | ------------------------------------------------------------------------------------- | ------------------------------------------------------------------------------------- | ------------------------------------------------------------------------------------- |
| Temp. máx. abs. (°C)                                                                  | 34.4                                                                                  | 33.9                                                                                  | 33.9                                                                                  | 35.6                                                                                  | 34.4                                                                                  | 35                                                                                    | 35                                                                                    | 34.4                                                                                  | 33.9                                                                                  | 33.9                                                                                  | 33.3                                                                                  | 32.8                                                                                  | 35.6                                                                                  |
| Temp. máx. media (°C)                                                                 | 29.6                                                                                  | 28.7                                                                                  | 30.1                                                                                  | 30.8                                                                                  | 31.6                                                                                  | 31.6                                                                                  | 31.1                                                                                  | 30.8                                                                                  | 30.9                                                                                  | 31.1                                                                                  | 31                                                                                    | 30.4                                                                                  | 30.9                                                                                  |
| Temp. media (°C)                                                                      | 26.9                                                                                  | 26.7                                                                                  | 27.3                                                                                  | 28.1                                                                                  | 28.3                                                                                  | 28.4                                                                                  | 27.9                                                                                  | 27.7                                                                                  | 27.7                                                                                  | 27.9                                                                                  | 28                                                                                    | 27.6                                                                                  | 27.7                                                                                  |
| Temp. mín. media (°C)                                                                 | 23.4                                                                                  | 23.2                                                                                  | 24.1                                                                                  | 24.7                                                                                  | 25.2                                                                                  | 25.2                                                                                  | 24.7                                                                                  | 24.6                                                                                  | 24.5                                                                                  | 24.8                                                                                  | 24.9                                                                                  | 24.6                                                                                  | 24.6                                                                                  |
| Temp. mín. abs. (°C)                                                                  | 18.9                                                                                  | 18.3                                                                                  | 18.9                                                                                  | 20                                                                                    | 21.1                                                                                  | 21.1                                                                                  | 21.1                                                                                  | 21.1                                                                                  | 21.1                                                                                  | 19.4                                                                                  | 20                                                                                    | 20                                                                                    | 18.3                                                                                  |
| Precipitación total (mm)                                                              | 100.6                                                                                 | 96                                                                                    | 59.7                                                                                  | 72.1                                                                                  | 108.7                                                                                 | 196.9                                                                                 | 290.8                                                                                 | 406.4                                                                                 | 344.9                                                                                 | 298.2                                                                                 | 205.2                                                                                 | 158.5                                                                                 | 2338.1                                                                                |
| Días de precipitaciones (≥ 0.01 in)                                                   | 18.8                                                                                  | 15.7                                                                                  | 16.8                                                                                  | 17.0                                                                                  | 19.3                                                                                  | 22.6                                                                                  | 24.7                                                                                  | 25.3                                                                                  | 24.3                                                                                  | 25.1                                                                                  | 23.4                                                                                  | 22.1                                                                                  | 254.9                                                                                 |
| Horas de sol                                                                          | 176.7                                                                                 | 186.0                                                                                 | 217.0                                                                                 | 213.0                                                                                 | 220.1                                                                                 | 195.0                                                                                 | 155.0                                                                                 | 142.6                                                                                 | 132.0                                                                                 | 133.3                                                                                 | 135.0                                                                                 | 142.6                                                                                 | 2048.3                                                                                |
| Fuente n.º 1: NOAA (normals)                                                          |                                                                                       |                                                                                       |                                                                                       |                                                                                       |                                                                                       |                                                                                       |                                                                                       |                                                                                       |                                                                                       |                                                                                       |                                                                                       |                                                                                       |                                                                                       |
| Fuente n.º 2: Hong Kong Observatory (sun only 1961–1990)                              |                                                                                       |                                                                                       |                                                                                       |                                                                                       |                                                                                       |                                                                                       |                                                                                       |                                                                                       |                                                                                       |                                                                                       |                                                                                       |                                                                                       |                                                                                       |

### Entorno natural
La isla de Guam se encuentra infestada de serpientes pertenecientes a la especie Boiga irregularis. Esta serpiente fue introducida en la isla años después de la Segunda Guerra Mundial, probablemente por un militar o un comerciante proveniente de Papúa Nueva Guinea.
La proliferación de esta serpiente es responsable de la desaparición de varias especies de aves endémicas de Guam: de las catorce especies que existían en la isla, actualmente sobreviven dos. Además, estas serpientes también causaron la extinción de dos especies de murciélagos guameños y de tres de las seis especies de reptiles endémicos de la isla.

### Geología
Guam se formó como resultado de rocas volcánicas máficas, félsicas y de composición intermedia que entraron en erupción bajo el océano, construyendo la base de la isla en el Eoceno, hace entre 33,9 y 56 millones de años. La isla emergió por encima del agua en el Eoceno, aunque el cráter volcánico se derrumbó. Un segundo cráter volcánico se formó en el sur de la isla en el Oligoceno y el Mioceno.
En las aguas poco profundas se formaron numerosas formaciones calcáreas, con gruesas capas alternas de material volcánico. El segundo cráter se derrumbó y Guam pasó por un periodo en el que estuvo casi totalmente sumergida, asemejándose a un atolón pantanoso, hasta que la deformación estructural fue elevando poco a poco diferentes partes de la isla hasta su topografía actual. El proceso de elevación dio lugar a una erosión generalizada y a la formación de arcilla, así como a la deposición de diferentes tipos de caliza, que reflejan las diferentes profundidades del agua.

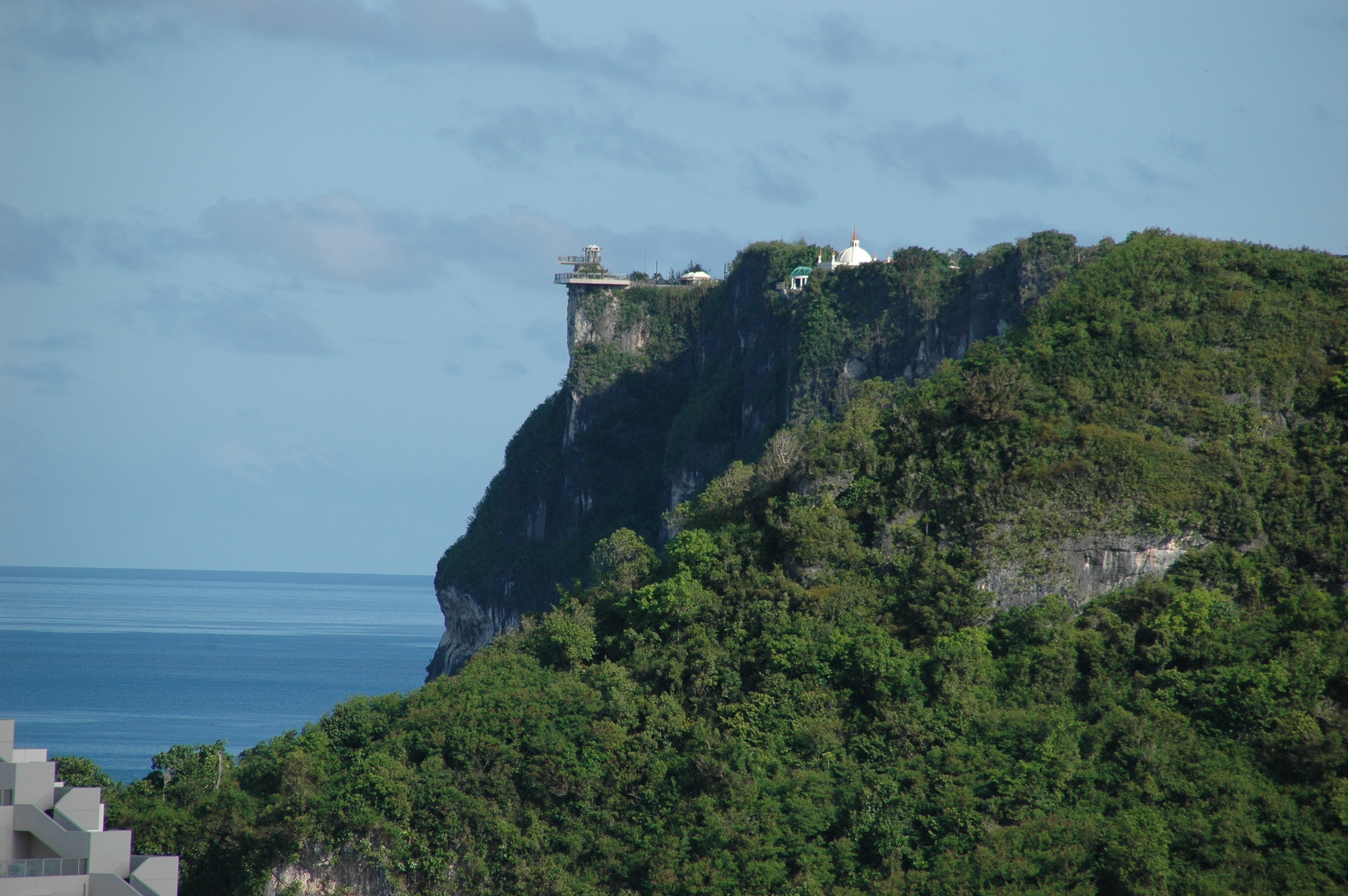
Punta de los dos Amantes (en chamorro: Puntan Dos Amantes, y en inglés: Two Lovers Point)

### Fauna
La isla poseía gran variedad de especies endémicas, algunas de las cuales se han ido extinguiendo por diversas causas.
Igualmente destaca el murciélago Pteropus mariannus, cuyo consumo humano está relacionado con la enfermedad ALS-PDC, de alta prevalencia en la isla por su alimentación de cicas.
La avifauna de Guam incluye un total de 143 especies en agosto de 2019, según Bird Checklists of the World. De ellas, ocho han sido introducidas por el ser humano y 32 son raras o accidentales. Cuatro especies son endémicas, de las cuales una se ha extinguido y dos se han extinguido en la naturaleza, aunque sus reintroducciones están en curso o están previstas. Cinco especies han sido extirpadas.
Anatidae incluye a los patos y a la mayoría de las aves acuáticas parecidas a los patos, como los gansos y los cisnes. Estas aves están adaptadas a una existencia acuática con pies palmeados, picos aplanados y plumas que son excelentes para desprenderse del agua gracias a un revestimiento aceitoso.

### Aguas
Las aguas subterráneas cubren aproximadamente el 80 % de las necesidades de agua dulce de la isla, mientras que en el sur se depende más de las aguas superficiales. Los arroyos solo se encuentran en el sur de Guam, donde la roca volcánica de baja permeabilidad retrasa la infiltración del agua de lluvia en el suelo. En el norte, un paisaje kárstico de piedra caliza absorbe rápidamente el agua. En Guam, el agua dulce forma una lente, con una zona de transición de agua salobre a agua salada debajo de ella.

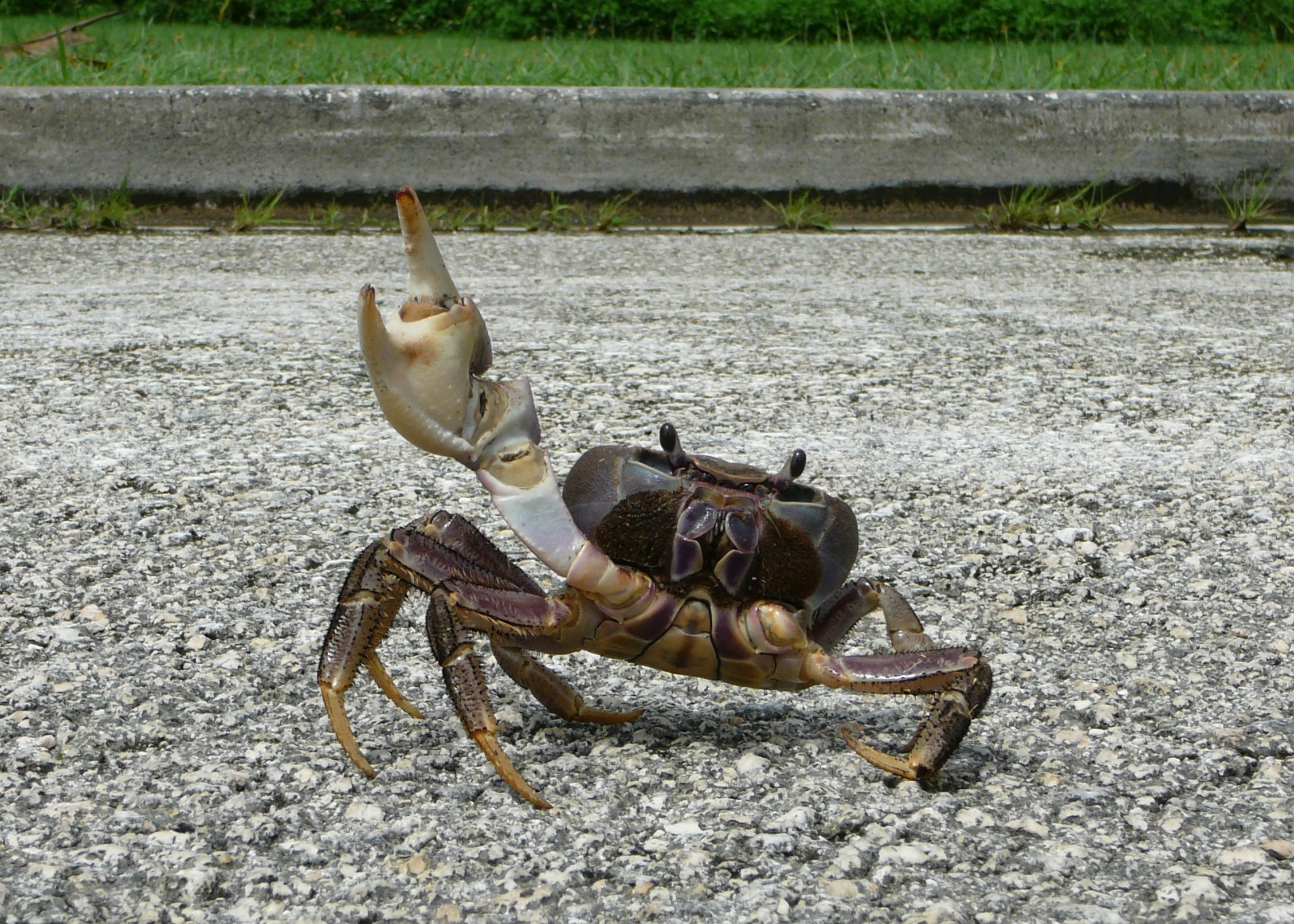
Un Cangrejo de Guam

En toda la isla, la lente de agua dulce es casi plana, con niveles de agua inferiores a los dos metros. En algunos casos, la lente se extiende por las fracturas de la roca volcánica, pero en su mayor parte está contenida en la piedra caliza del norte. Hay zonas menores de agua posada en la caliza, sobre rocas volcánicas casi impermeables en diferentes puntos.
La isla tiene cierta capacidad de extracción de agua subterránea para agua potable y otros usos, pero existe un riesgo constante de intrusión de agua salada. Las mediciones de los pozos indican que, más hacia el interior, las rocas más gruesas moderan el efecto de los ciclos de las mareas en los pozos, de manera que los pozos situados a una milla de la costa tenían un rango de medio pie, que se reducía a 0,05 pies más hacia el interior.

### Ubicación estratégica
Guam está a unas 1500 millas (2400 km) de Tokio en el norte y de Manila en el oeste, y a unas 3800 millas (6100 km) de Honolulu en el este. El tamaño de Guam y la posesión de un fondeadero natural seguro en el puerto de Apra, único entre sus vecinos, han impulsado gran parte de su historia.
Guam era una parte menor pero integral del comercio español de galeones de Manila. Situada en los vientos alisios de este a oeste, los galeones procedentes de México volvían a aprovisionarse brevemente en Guam antes de continuar hacia Filipinas. Los vientos del oeste se alejan bastante de Guam, por lo que no era una escala en el viaje de regreso. Durante el apogeo de la caza de ballenas en el Pacífico, el puerto de Apra era una parada importante para los balleneros. Tras la toma de Guam por los estadounidenses en 1898, la Commercial Pacific Cable Company tendió un cable submarino de comunicaciones para telégrafo a través de la estación de cable de Guam, enlazando por primera vez Estados Unidos con Asia. Guam sigue siendo un importante centro de cables submarinos en el Pacífico occidental. En 1935, Pan American Airways hizo de Sumay, Guam, una base para su China Clipper, el primer servicio aéreo transpacífico de carga, que volaba de San Francisco en California a Manila, llegó a Sumay el 27 de noviembre de 1935 y el primer vuelo del servicio de pasajeros el 21 de octubre de 1936.

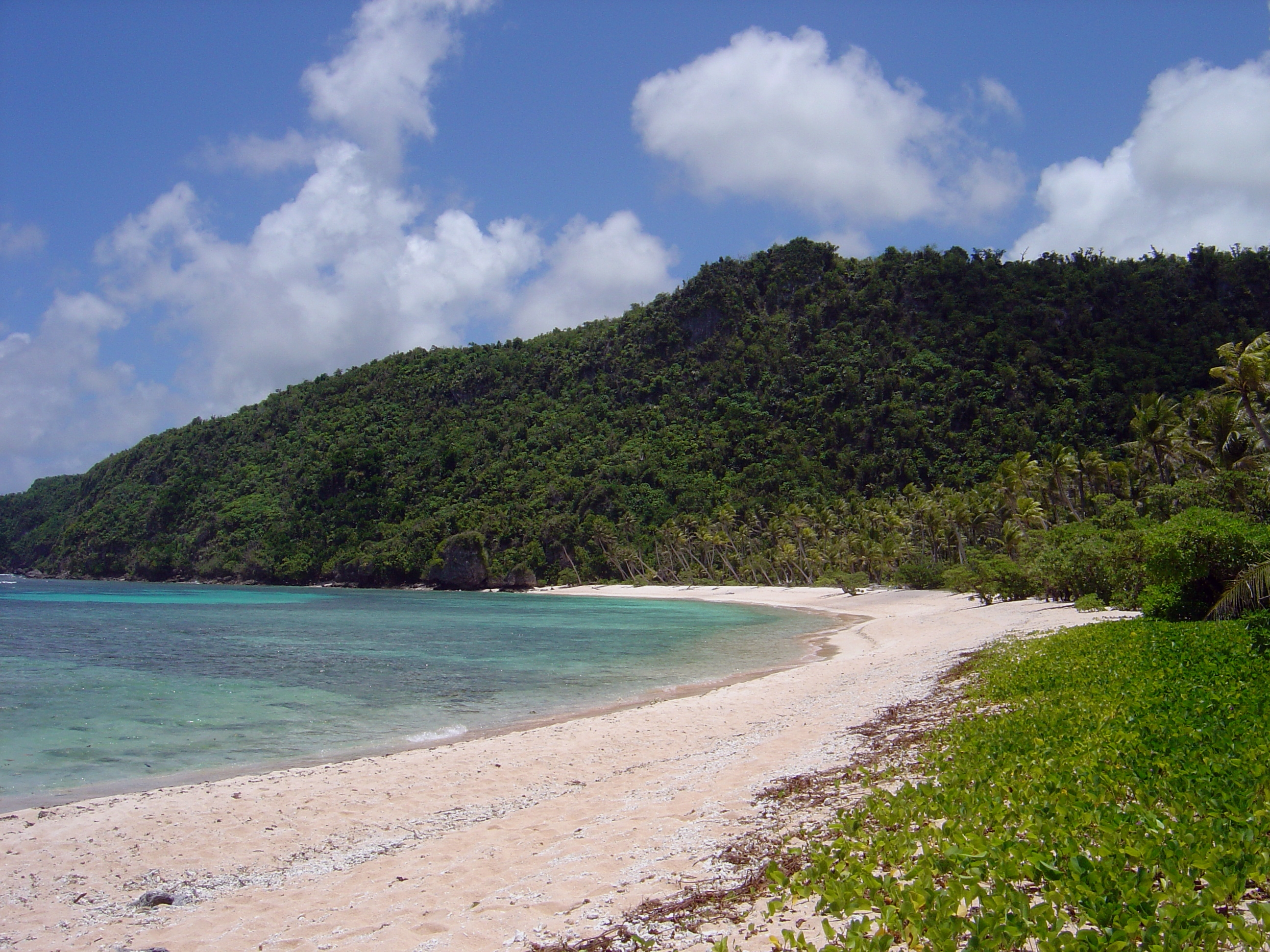
Una playa de Guam

La toma de Guam por los japoneses en 1941 y su posterior recuperación por los estadounidenses en 1944 fueron impulsadas por el reconocimiento de la situación estratégica de Guam en una guerra del Pacífico. Las instalaciones militares de Guam, incluidas la Base Naval de Guam y la Base Aérea de Andersen, se consideran bases críticas de despliegue avanzado en Asia-Pacífico. Guam fue un centro de apoyo para la guerra de Corea (1949-1953) y adquirió aún más importancia durante la guerra de Vietnam, cuando las campañas de bombardeo Operación Arc Light (1965-1973) y Operación Linebacker II (1972) se llevaron a cabo desde la Base Aérea Andersen. Asimismo, Guam fue sede de la Operación Nueva Vida, el procesamiento de refugiados vietnamitas tras la derrota estadounidense en Vietnam y la caída de Saigón en 1975.
Guam es un eje de la "Segunda Cadena de Islas" en la Estrategia de la Cadena de Islas descrita por primera vez por Estados Unidos durante la guerra de Corea, pero que se ha convertido en un foco cada vez mayor de la política exterior china. En 2016, China desplegó el DF-26, su primer misil balístico de alcance intermedio con capacidad para alcanzar Guam; los medios de comunicación chinos y los expertos militares lo apodaron el "Asesino de Guam".

### Pérdida de corales
Es probable que el calentamiento de las aguas dañe gran parte del coral que rodea Guam. La temperatura media del agua alrededor de Guam ha aumentado más de un grado en el último siglo, además de los cambios anuales asociados a El Niño. El aumento de la temperatura del agua daña las algas que viven dentro de los corales y les sirven de alimento. La pérdida de algas debilita los corales y puede acabar matándolos. Este proceso se conoce comúnmente como "blanqueamiento del coral" porque la pérdida de algas también hace que los corales se vuelvan blancos. El blanqueamiento de los corales es cada vez más común alrededor de Guam, incluyendo el blanqueamiento récord que se ha producido en todo el Pacífico occidental desde 2013. Las elevadas temperaturas del agua también causan brotes de enfermedades que pueden dañar o matar a los corales.

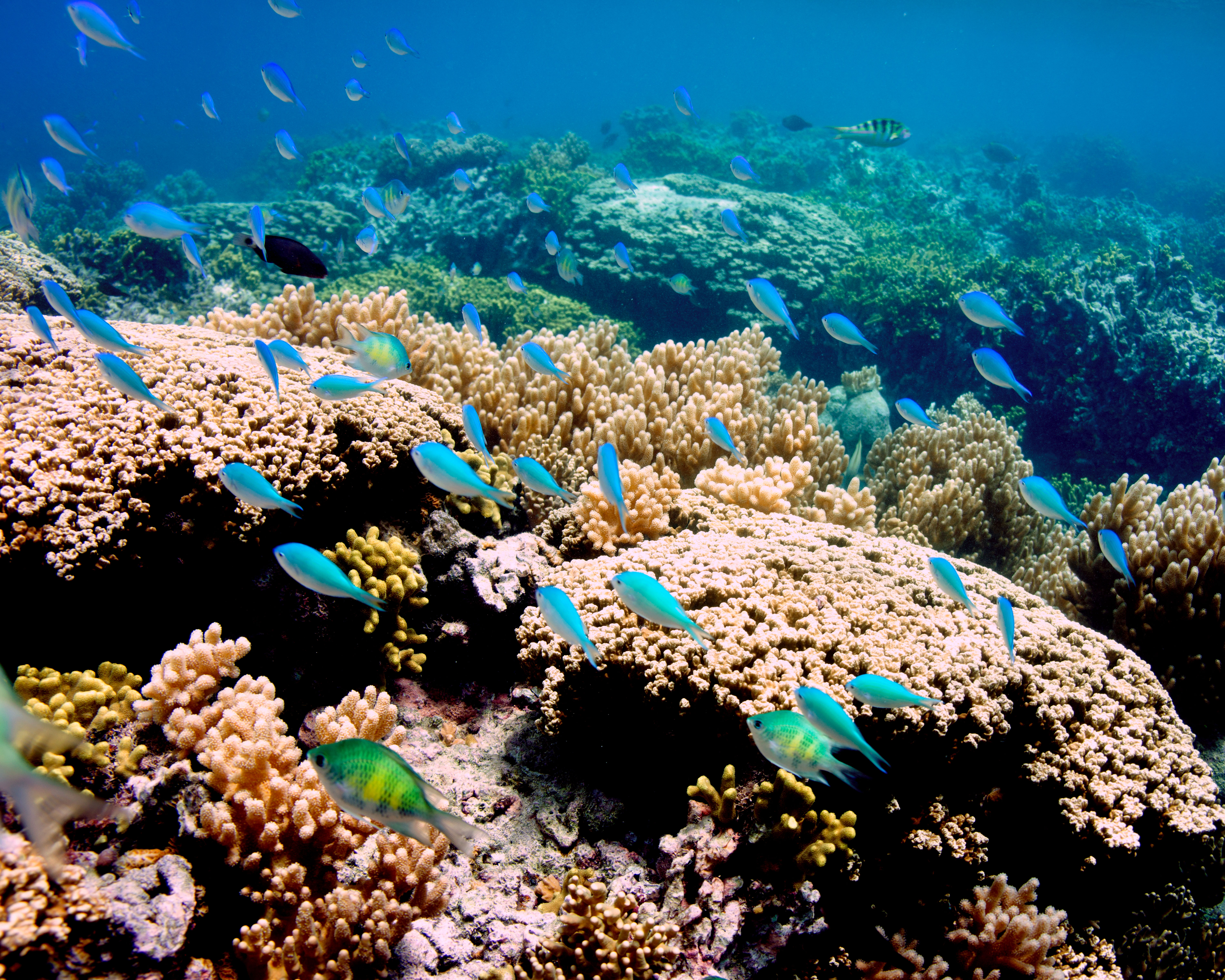
Corales y peces en la bahía de Tumon, Guam

El aumento de la acidez del océano también daña los corales. Al cambiar el equilibrio de los minerales en el agua de mar, el aumento de la acidez disminuye la capacidad de los corales para producir carbonato de calcio, que es el componente principal de sus esqueletos. El océano Pacífico se ha vuelto un 25 % más ácido en los últimos tres siglos, y es probable que la acidez aumente otro 40-50 % de aquí a 2100. En los próximos 50 a 60 años, es probable que el calentamiento y la acidificación perjudiquen a los arrecifes de coral de Guam y de todo el mundo, y que se produzca una pérdida generalizada de coral".
El calentamiento y la acidificación podrían provocar daños generalizados en los ecosistemas marinos. Guam alberga una gran variedad de especies de peces. Tiburones, rayas, meros, pargos y cientos de otras especies de peces dependen de arrecifes de coral sanos como hábitat. Los arrecifes también protegen los viveros y las zonas de alimentación de los peces cercanos a la costa. Es probable que una parte importante de los peces que viven en los arrecifes pierdan sus hábitats de aquí a 2100. El aumento de la acidez también reduciría las poblaciones de moluscos y otros organismos que dependen de los minerales del agua para construir sus esqueletos y conchas".

### Nivel del mar
El nivel del mar ha subido unos diez centímetros con respecto a la costa de Guam desde 1993. Si los océanos y la atmósfera continúan calentándose, es probable que el nivel del mar alrededor de Guam suba entre un metro y un metro y medio en el próximo siglo. La subida del nivel del mar sumerge las zonas bajas, erosiona las playas y agrava las inundaciones costeras provocadas por tifones y tsunamis. Las viviendas e infraestructuras costeras se inundarán con más frecuencia a medida que suba el nivel del mar, porque las mareas de tempestad también serán más altas. Las viviendas, las empresas, las carreteras y el puerto de Guam son vulnerables a los impactos de las tormentas y a la subida del nivel del mar. La pérdida de arrecifes de coral agrava este problema porque los arrecifes ayudan a proteger la costa de las olas y los daños de las tormentas. Cuando los arrecifes mueren, pierden su integridad estructural y ofrecen menos protección a la costa. Si olas más grandes golpean la costa, las playas se erosionarán más rápidamente.

### Precipitaciones y suministro de agua

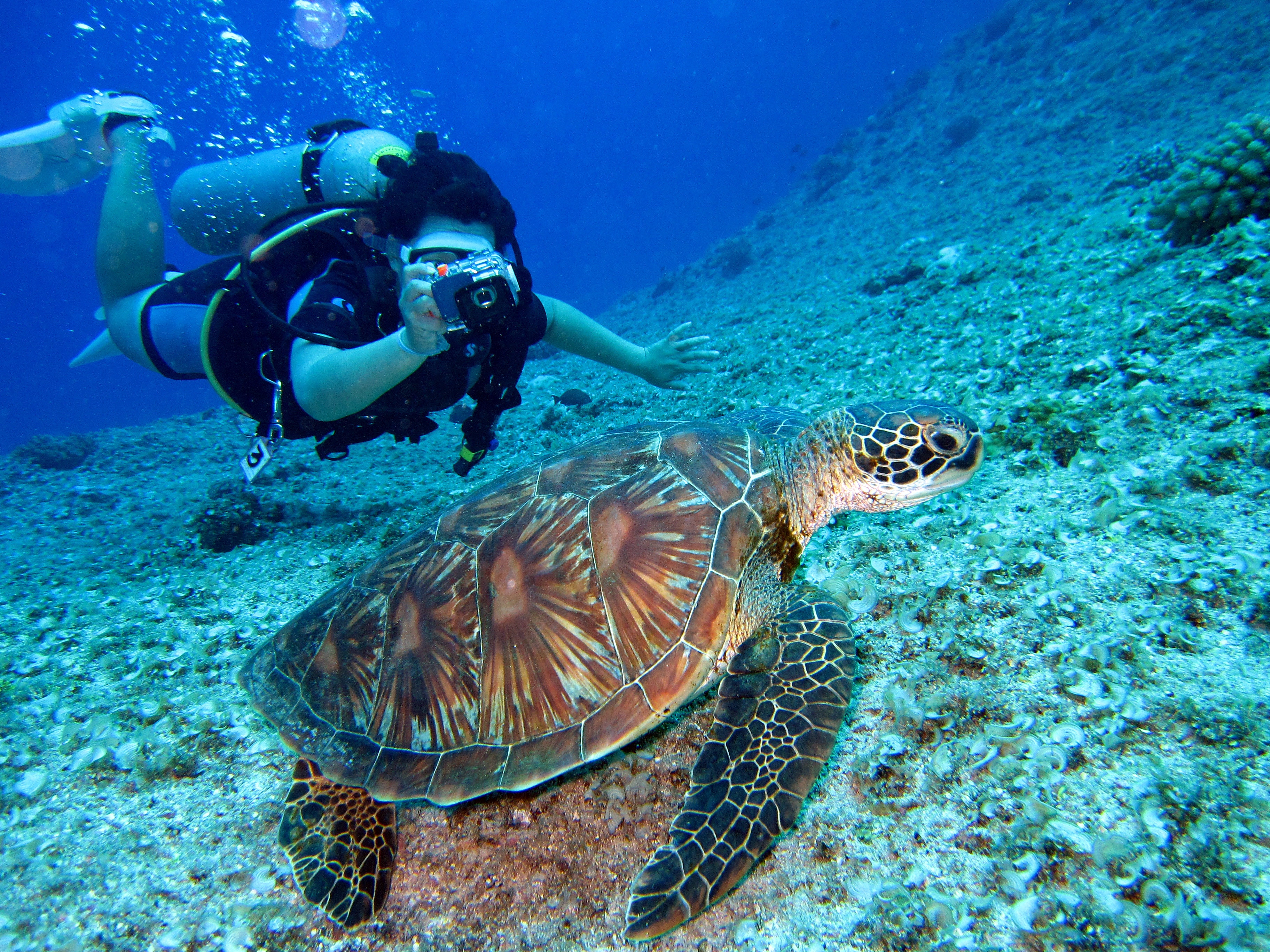
Tortuga en la bahía Agat, Guam

La precipitación media en Guam ha aumentado ligeramente desde 1950, pero los científicos no están seguros de si la precipitación total aquí aumentará en el futuro. No obstante, la estación húmeda de Guam puede volverse más lluviosa, mientras que los períodos secos pueden volverse más secos. Las temperaturas más cálidas tienden a hacer más intensas tanto las tormentas como las sequías. Además, el clima de Guam tiende a ser seco durante los años de El Niño y húmedo durante los años de La Niña, y los científicos esperan en general que las diferencias entre los años de El Niño y La Niña sean mayores en la mayoría de los lugares.
Las inundaciones continentales en Guam pueden aumentar a medida que cambie el clima. Las fuertes tormentas de lluvia desbordan ocasionalmente los ríos, arroyos y desagües pluviales urbanos de Guam, provocando inundaciones dañinas. Las inundaciones son más frecuentes en el sur de Guam, donde el lecho rocoso es menos permeable que la piedra caliza del norte. Esto significa que las precipitaciones en el sur se escurren hacia ríos y arroyos en lugar de filtrarse en el suelo. Las inundaciones durante la estación húmeda podrían empeorar a medida que las tormentas sean más intensas. A la inversa, el agua puede estar menos disponible en la estación seca. Durante los años de El Niño se producen menos precipitaciones, como durante la sequía que afectó a la isla en 2015-2016. Por lo tanto, si el ciclo de El Niño se vuelve más intenso, podría llover menos durante la estación seca. Además, el aumento de las temperaturas incrementa la velocidad a la que el agua se evapora (o transpira) al aire desde los suelos, las plantas y los embalses, lo que agravaría aún más las condiciones de sequía.
Durante las sequías, el aumento del nivel del mar podría reducir la disponibilidad de agua dulce, en particular de aguas subterráneas, que proporcionan el 80 % del suministro de agua de Guam. La mayor parte del agua dulce de Guam procede de la parte norte de la isla, que tiene una "lente" de agua dulce subterránea flotando sobre el agua más pesada y salada. Algunos pozos ya producen agua salada durante los periodos secos, cuando la lente de agua dulce se vuelve más fina; una sequía prolongada podría salar más pozos de Guam. El aumento del nivel del mar también podría hacer que el agua salada se infiltrara más en las aguas subterráneas de la isla.

## Demografía
Según el censo de Estados Unidos de 2000, la población de Guam era de 154 805 habitantes. La población estimada de Guam en 2007 era de 173 456. En 2005, el crecimiento anual de la población es del 1,76 %. La mayoría étnica de la isla es chamorro, mestizo de español y aborigen,[cita requerida] siendo estos el 37 % de la población total. Otros grupos étnicos son los filipinos (25,5 %), caucásicos (10 %), chinos, japoneses, coreanos, y otros.
De acuerdo con estimaciones de 2012, las tres localidades más pobladas en Guam superaban los 10 000 residentes; estas son: Yigo (12 190 habitantes), Tamuning (11 990) y Mangilao (10 819). Agaña, la capital, cuenta con una población de solo 1001 habitantes.

### Religión
La religión más común es el cristianismo siendo la denominación más seguida la Iglesia católica, un legado de la colonización española en el territorio. Los grupos cristianos protestantes llegaron con el dominio estadounidense en la región. Según el Centro de Investigación Pew, las denominaciones religiosas más importantes, en 2010 eran:
- Catolicismo: 75 %
- Grupos protestantes: 17,7 %
- Otras religiones: 1,6 %
- Religiones populares: 1,5 %
- Otros grupos cristianos: 1,4 %
- Budismo: 1,1 %
- Ortodoxia oriental: < 1 %
- Hinduismo: < 1 %
- Islam: < 1 %
- Judaísmo: < 1 %

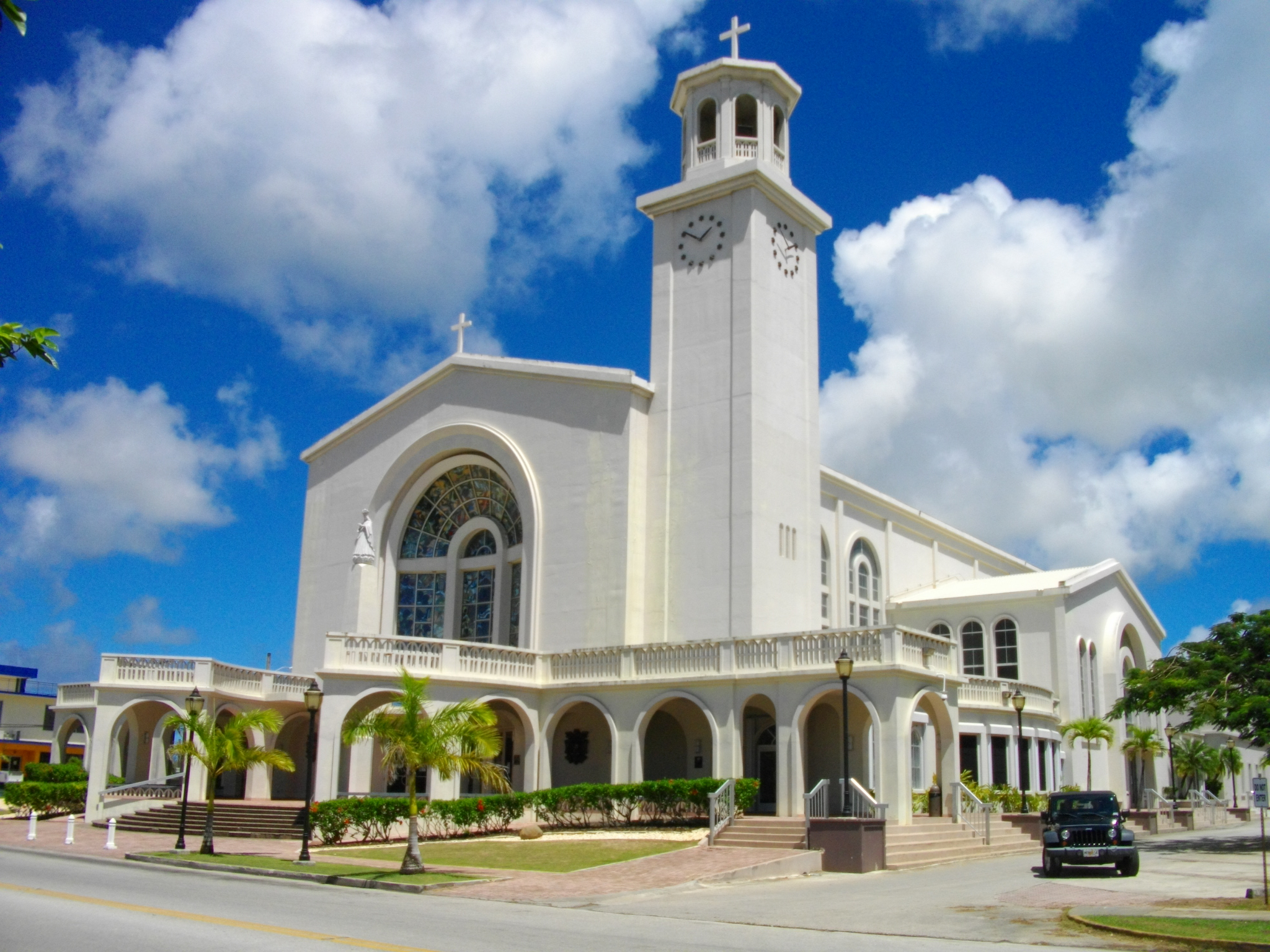
Catedral del Dulce Nombre de María en Agaña, Guam

Hoy en día, el grupo religioso más extendido en la isla es la católica. Muchas parroquias católicas de la isla conservan su denominación española: Santa Teresita, Nuestra Señora de la Paz y Buen Viaje, San Isidro, San Dimas, San Vicente y San Roque, San Miguel, Niño Perdido y Sagrada Familia, Nuestra Señora de las Aguas, San Juan Bautista, San Dionisio, Dulce Nombre de María, Santa Bárbara, Santa Bernardita, etc.

### Sanidad

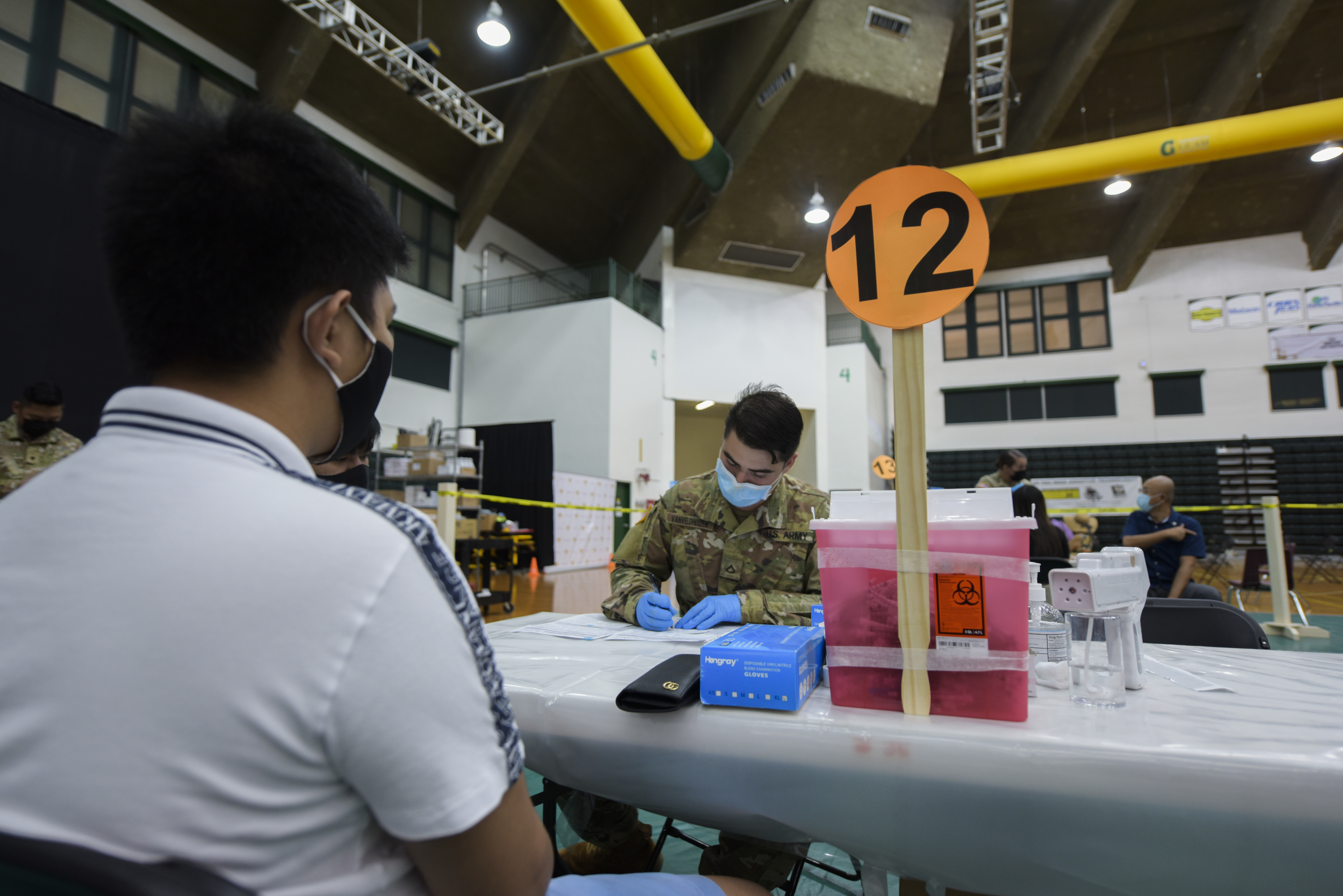
Campaña de Vacunación contra el Covid-19 en Guam en 2021

El Gobierno de Guam mantiene el principal centro de salud de la isla, el Hospital Memorial de Guam, en Tamuning. Los médicos y científicos certificados por el gobierno estadounidense practican todas las especialidades. Además, el Hospital Naval de Estados Unidos en Altos de Agaña brinda servicio a miembros activos y dependientes de la comunidad militar. Existe una ambulancia aérea localizada en la isla, CareJet, que provee transporte de emergencia para todo Guam y las islas adyacentes.
El cannabis en Guam es legal para uso medicinal desde 2015 y legal para uso recreativo desde abril de 2019. Guam fue el primer territorio de los Estados Unidos en legalizar la marihuana medicinal, mediante un referéndum celebrado en 2014.
El Informe Mundial sobre las Drogas de la UNODC de 2012 clasificó a Guam como la tercera jurisdicción con mayor consumo de cannabis por adultos en el mundo, con un 18,4 %. A partir de 2017, NORML informó que la posesión de menos de una onza fuera de una zona escolar podría resultar en una infracción civil con una multa de 100 dólares,
Un informe de 1996 de la Agencia de Planificación y Desarrollo Sanitario de Guam atribuye el origen del consumo de marihuana en Guam a la guerra de Vietnam de los años 1960 y 1970, cuando los militares estadounidenses en la isla popularizaron el hábito.
El aborto en Guam es legal, pero no había proveedores de abortos en Guam en 2018.
El aborto, también conocido como pokká, se documentó por primera vez en Guam en la década de 1750. Las mujeres chamorro buscaban el suicidio, la esterilización o el aborto, ya que no deseaban dar a luz a un niño en la "subyugación de los españoles". Los primeros métodos utilizados por las mujeres chamorro para autoinducirse el aborto incluían el consumo de bebidas hechas de troncos, raíces y hojas de árboles.
Durante la década de 1990, las mujeres que deseaban abortar solían viajar a Filipinas para conseguirlo, ya que no había opciones legales en la isla. De 2000 a 2018, dos proveedores médicos practicaron la mayoría de los abortos en Guam. Sin embargo, después de que el último médico que hiciera abortos se jubilara en junio de 2018, las mujeres locales se quedaron con pocas opciones de servicios de aborto legal. Las mujeres que buscan abortar pueden pagar de su bolsillo para viajar a Hawái o Japón.

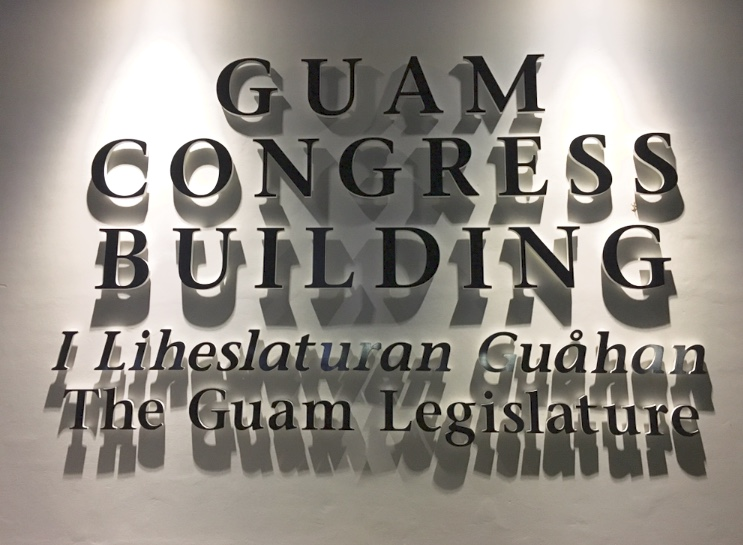
Aviso en el Congreso de Guam escrito en inglés y Chamorro

### Idiomas
Las lenguas oficiales de Guam son el inglés —la «lingua franca»— y el chamorro, idioma austronesio nativo de la isla que contiene mucho léxico de origen español. Pero, en consonancia con los orígenes étnicos, están también presentes las lenguas filipinas, chinas, japonesas y micronesias. En 1985 quedaban algunas docenas de personas en Guam, todas de edad avanzada, que podían hablar algo de castellano, aunque no fluidamente, de manera similar a lo que sucedía en Filipinas. Actualmente existe en la isla una asociación, fundada en 1958, para la defensa y promoción del idioma español, que se conserva de forma minoritaria como lengua histórica y cultural.

### Educación

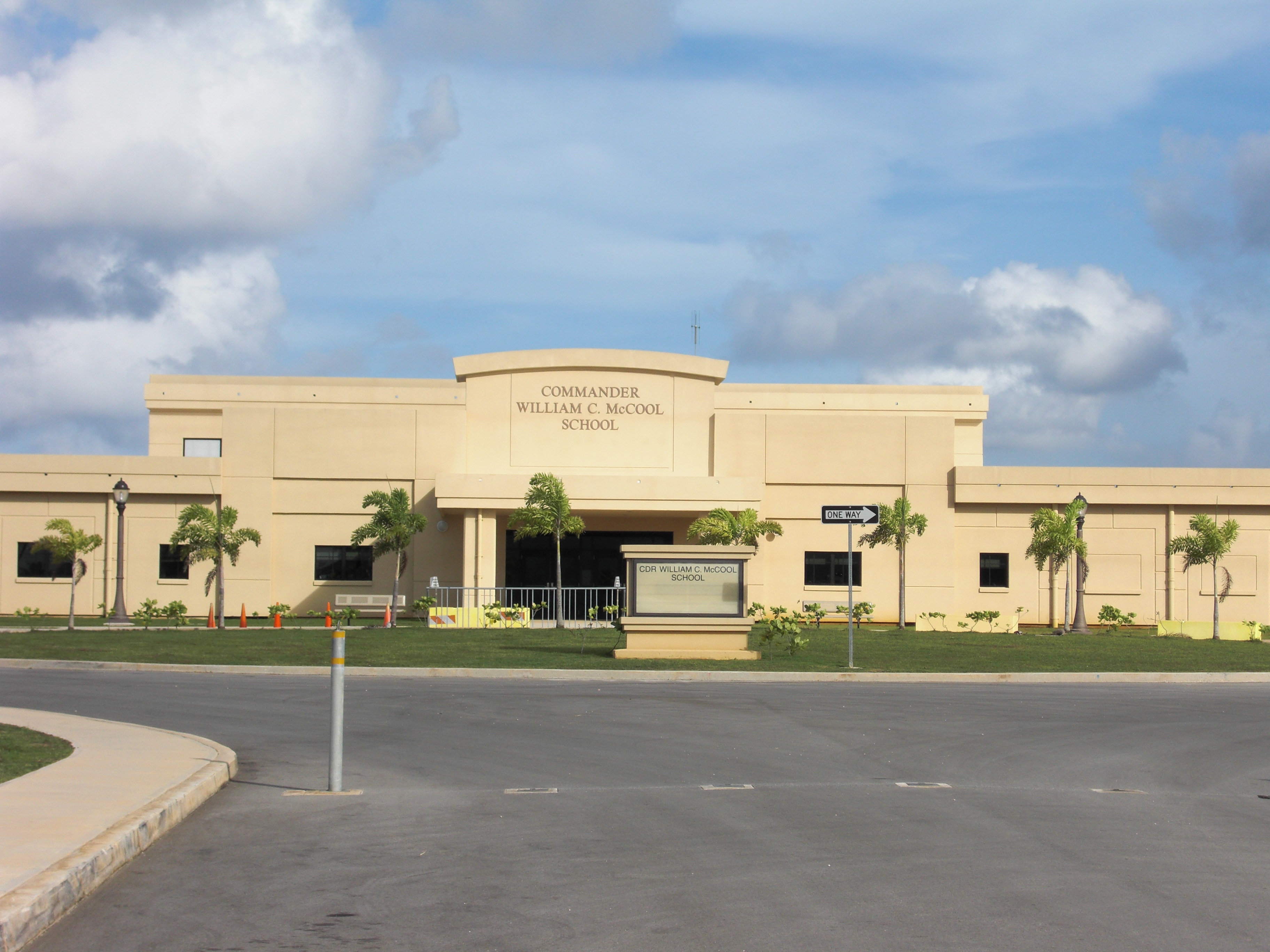
La escuela McCool Elementary/Middle School, en Santa Rita.

La educación pública de Guam sirve a la isla entera. En el año 2000, 32 000 estudiantes acudieron a las escuelas públicas de Guam.
En 1998 el Departamento de Defensa de los Estados Unidos abrió escuelas para los hijos del personal militar estadounidense. Estas escuelas tenían en 2000 una capacidad de 2500 estudiantes. Las cuatro escuelas son: Andersen Elementary School, Andersen Middle School, McCool Elementary/Middle School, y la Guam High School.
El sistema educativo de Guam siempre se ha enfrentado a retos únicos como pequeña comunidad situada a 9700 km del territorio continental de EE. UU., con un alumnado muy diverso que incluye a muchos estudiantes procedentes de entornos sin educación tradicional estadounidense. La recesión económica que sufrió Guam desde mediados de la década de 1990 agravo los problemas en las escuelas.
Antes de septiembre de 1997, el Departamento de Defensa de EE. UU. colaboraba con el Consejo de Educación de Guam. En septiembre de 1997, la Actividad Educativa del Departamento de Defensa (DoDEA) abrió sus propias escuelas para los hijos del personal militar. Las escuelas del DoDEA, que también atienden a los hijos de algunos empleados civiles federales, tuvieron una asistencia de 2500 alumnos en 2000. El DoDEA gestiona tres escuelas de primaria y secundaria y un instituto.
La Universidad de Guam, el Guam Community College y el Pacific Islands Bible College ofrecen titulaciones de educación superior.

## Economía
La economía de Guam depende básicamente del turismo, de las bases estadounidenses, y otras aportaciones del gobierno federal de los Estados Unidos. Aunque Guam no recibe ayuda exterior, recibe grandes transferencias de dinero del Departamento del Tesoro de los Estados Unidos. Guam no paga ningún tipo de impuesto al respecto porque está bajo el amparo de una ley especial del Congreso de los Estados Unidos. El Tesoro de Guam recibe impuestos de ingresos federales pagados por empleados militares y federales que viven en Guam.

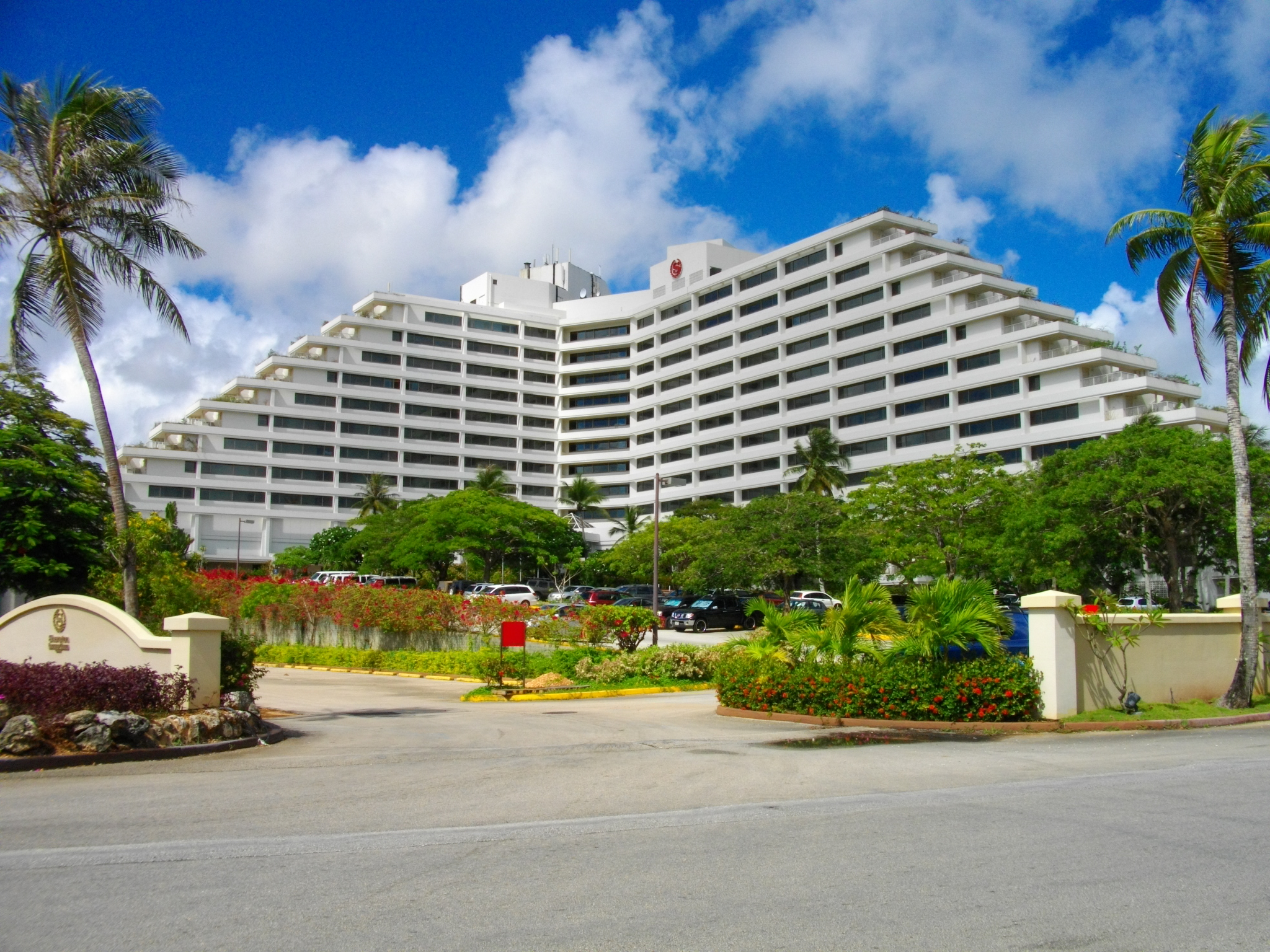
Sheraton Laguna Guam Resort.

Llamada "América en Asia", Guam es un destino popular para los turistas japoneses, coreanos y chinos, y con 20 grandes hoteles, una galería DFS, el acuario Pleasure Island, y otros destinos de compras y diversión convierten en la mayor ciudad turística a Tumon. Desde Asia es relativamente un vuelo corto comparado con Hawái, además posee hoteles con campos de golf. El 90 % de los turistas que visitan Guam proceden de Japón. También son una fuente de ingresos significativa las tiendas libres de impuesto, los outlets, y los supermercados al estilo estadounidense como Micronesia Mall, Guam Premium Outlets, y el Agaña Shopping Center.
La economía viene siendo estable desde el año 2000, en gran parte gracias al turismo japonés, pero recientemente ha sufrido un descenso.
Guam tiene una tasa de desempleo del 14 %.
El Tratado de Libre Asociación entre Estados Unidos, los Estados Federados de Micronesia y las Islas Marshall fue firmado en 1982, y ratificado en 1986. Concede a todo el territorio de esas islas del Pacífico un estatus político de libre asociación con Estados Unidos. El Pacto (Compact) era un acuerdo del cual Guam no formaba parte. Tras varios años, algunos reclamaron en Guam que el territorio ha sufrido el impacto de este acuerdo, y que el Gobierno federal los tenía que compensar a través de ayudas sociales y educación pública en las áreas afectadas, pero nunca ha sido aceptado.

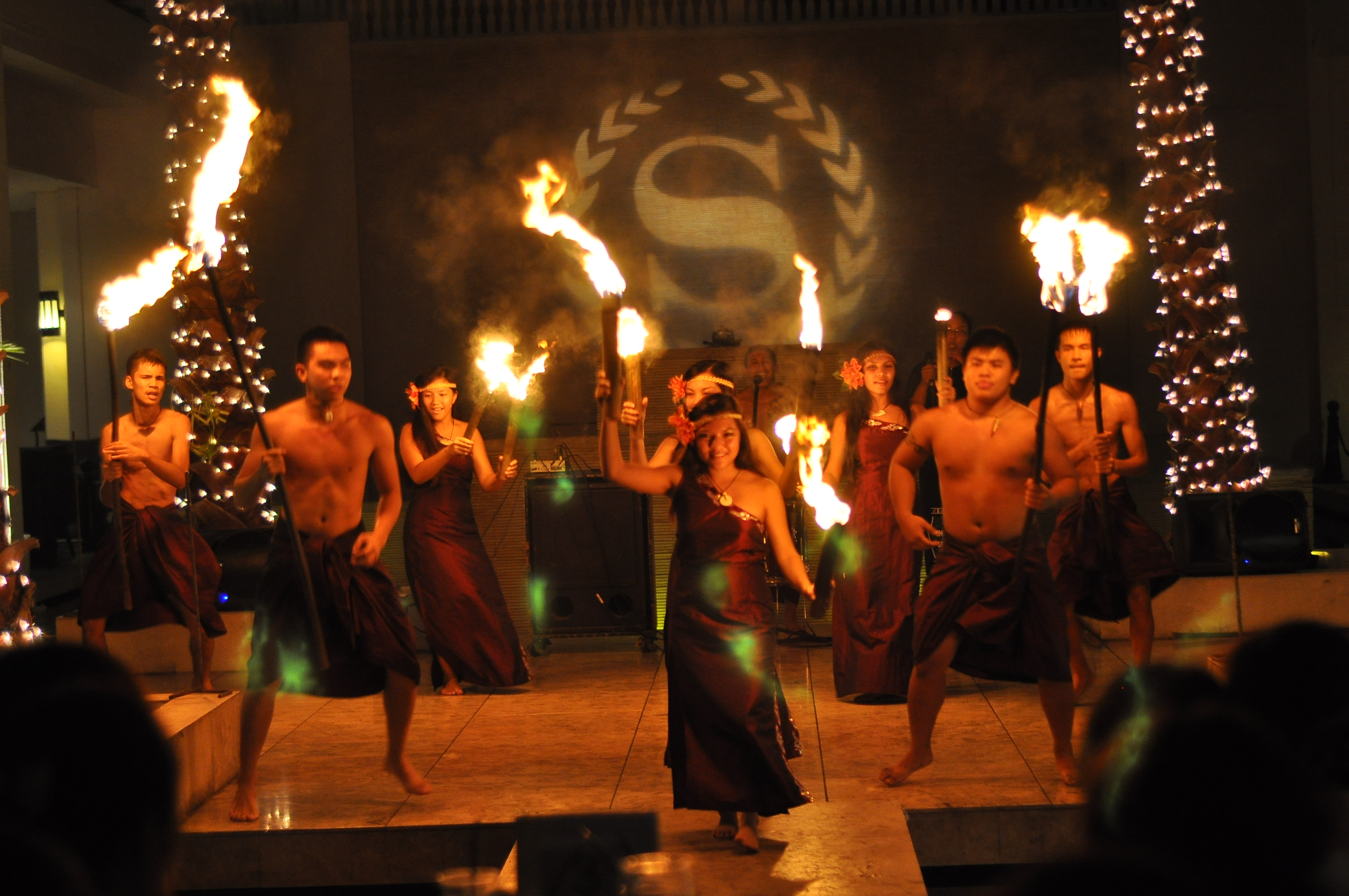
Un evento cultural para Turistas en un Hotel de Guam

El daño actual y potencial a los arrecifes podría afectar a la industria turística de Guam. Un estudio de 2007 estimó que el valor económico de los arrecifes puede ser de 2 millones de dólares por milla cuadrada, tanto por el turismo como por su papel de rompeolas naturales. La decoloración de los arrecifes puede provocar un descenso de los ingresos turísticos, un impacto económico directo.

### Turismo
La Oficina de Visitantes de Guam informó de un total de 1,4 millones de llegadas en 2009, lo que supone un aumento del 0,6 % respecto a 2005 y una tasa de crecimiento del 6,17 %. La mayoría de los visitantes proceden de Japón, y el resto de Corea del Sur,Taiwán, Hong Kong (China) y otros países asiáticos. Un visitante típico de Guam gasta aproximadamente 1650 dólares en una estancia de tres noches y cuatro días en la isla.

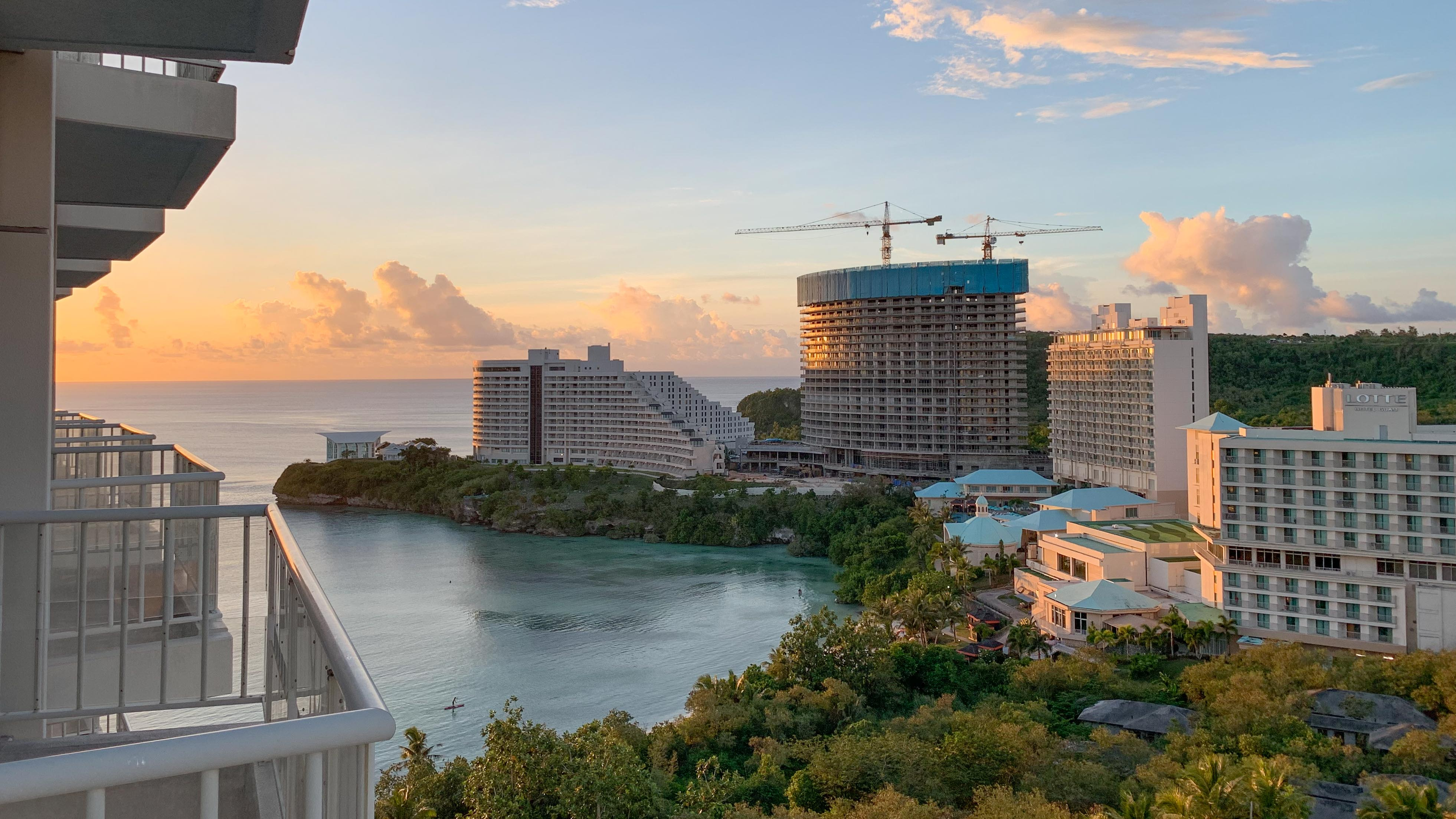
Vista desde el Hotel Westin de Guam

De este gasto total, 1100 dólares corresponden a un paquete turístico y el resto, unos 500 dólares, a ocio, comidas y otras actividades. En abril de 2007, Guam contaba con 7250 habitaciones de hotel. La Asociación de Hoteles y Restaurantes de Guam informó de 4785 empleados trabajando en 26 hoteles durante abril de 2007.El Informe de Empleo Actual de marzo de 2007 publicado por el Departamento de Trabajo de Guam indicaba 5440 trabajadores empleados en hoteles y otros lugares de alojamiento y un total de 10 480 personas empleadas en las industrias de servicios de la isla.
El salario medio por hora declarado por el Departamento de Trabajo de Guam para los empleados de hoteles era de 6,86 dólares por una semana laboral de 36 horas. Global Insight, Inc. en su Estudio de la Cuenta Satélite del Turismo informó de un salario medio de 19 468 $ (9,36 $/hora) para los empleados del sector turístico.
La Autoridad de Desarrollo Económico y Comercio de Guam presentó detalles en 2006 que mostraban que las contribuciones militares a la economía de Guam a principios de la década de 1960 ascendían al sesenta y cinco por ciento del total de la economía, mientras que el turismo contribuía al treinta por ciento del total y el cinco por ciento restante se atribuía a otras fuentes. Esto ocurría en una época en la que había una fuerte presencia de las fuerzas armadas en la isla.

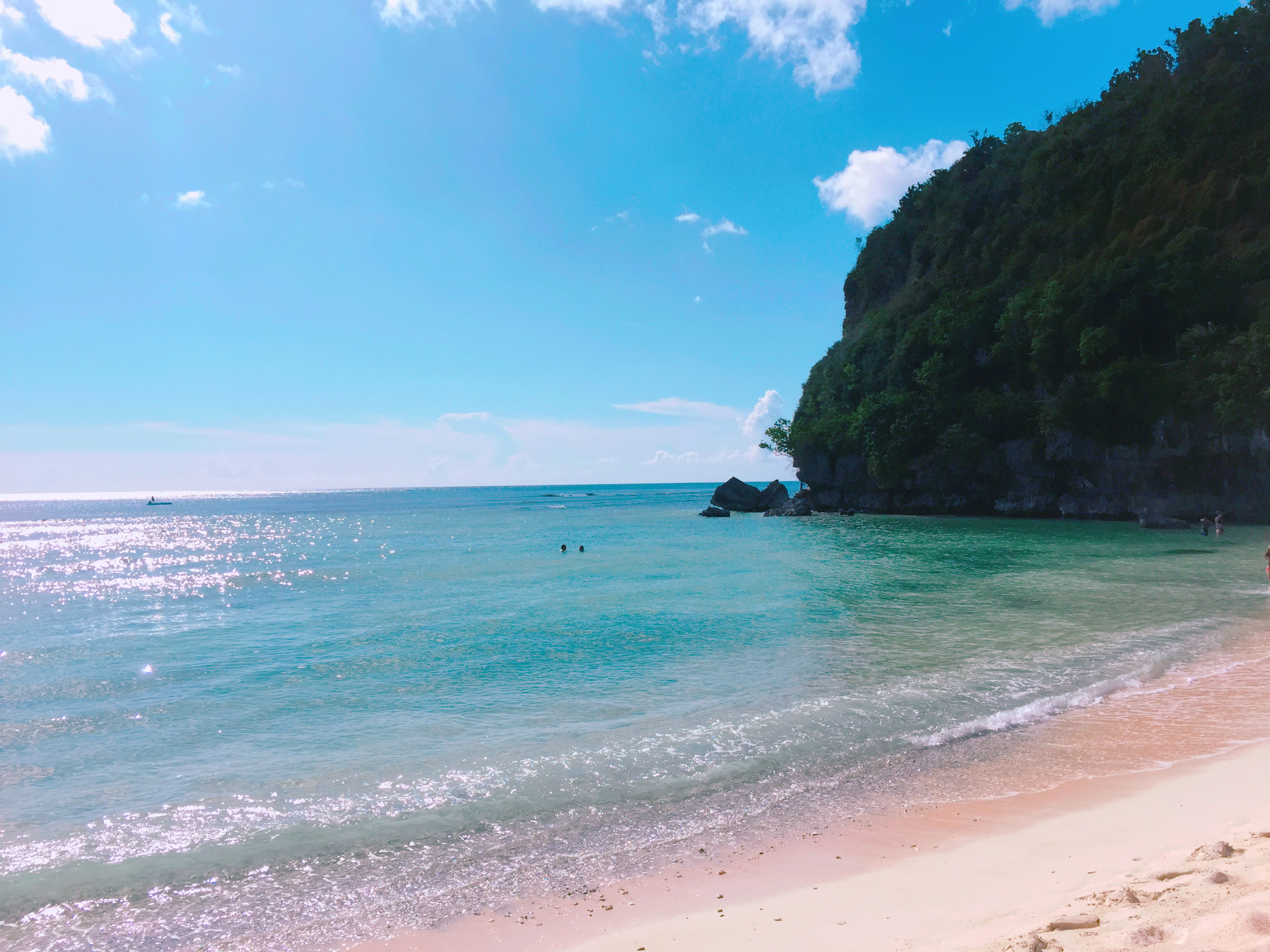
Guam posee diversidad de playas paradisiacas

Sin embargo, GEDCA informó de que durante la década de 1970 las contribuciones de las Fuerzas Armadas a la economía de Guam habían disminuido hasta aproximadamente el 20 %. Este descenso se atribuyó a la orden ejecutiva A1C del presidente Regan, que convertía las actividades federales en empresas privatizadas. La estación Naval de Guam se vio dramáticamente afectada por la pérdida de unos 6000 puestos de trabajo en la administración pública, que fueron transferidos a otras partes del país. Este cambio también marcó el crecimiento de una economía privada impulsada por el turismo, tanto en términos de llegada de visitantes como de elevados niveles de gasto.
El año 2007 mostró otro cambio en el entorno geopolítico con el anuncio de la inminente retirada de bases militares en países extranjeros y la reasignación de algunos recursos de defensa de Japón a Guam. Los marines estadounidenses están trabajando para reubicar en Guam a 5000 soldados con unos 14 000 dependientes de Okinawa (Japón). Este aumento de la presencia militar ha provocado una gran preocupación en cuanto a la capacidad de la infraestructura social y física para sostener una población de este tamaño sin sobrecargar significativamente sus recursos. En 2021 estaba en marcha la construcción de la nueva base de los Marines, bautizada con el nombre del general Vicente «Ben» Blaz.

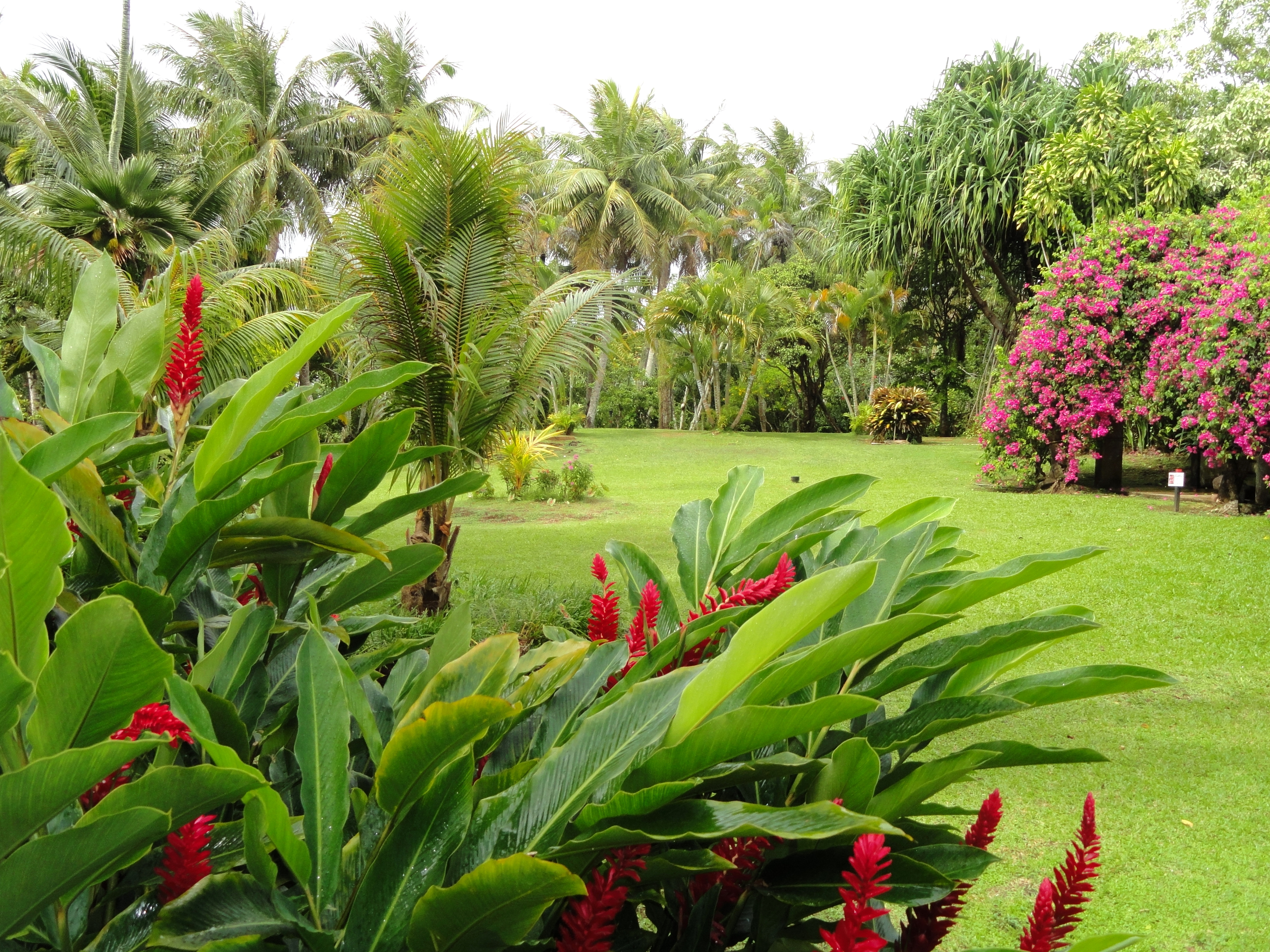
Jardín Sankyo en Guam

En Guam hay muchos comercios minoristas, como DFS (Duty Free Shoppers), que tiene varias tiendas en hoteles, una gran «Galleria» y una tienda en el aeropuerto de Guam. Además, los visitantes de Guam observarán algunas de las mismas oportunidades de compras disponibles en Estados Unidos. Aunque no hay Wal-Mart, hay un gran K-Mart que tiene un gran volumen de negocio. De hecho, los visitantes acostumbrados a los anonadados y cavernosos K-Marts de Estados Unidos pueden sorprenderse al comprobar que apenas pueden apretujarse por los pasillos del K-Mart de Guam.
La zona de Tumon Bay tiene muchas tiendas libres de impuestos y boutiques para turistas japoneses. Entre ellas hay boutiques de Bvlgari, Chanel, Cartier, Dior, Fendi, Ferragamo, Gucci, Hermes, Louis Vuitton y Rolex, entre otras.
Para los ciudadanos estadounidenses, Guam ofrece un gran aumento de las exenciones aduaneras, junto con la importación de mercancías libre de impuestos y aranceles. Sin embargo, hay que tener cuidado con los precios ofrecidos en las tiendas. Muchas mercancías se envían desde muy lejos a un coste nada despreciable.

## Cultura

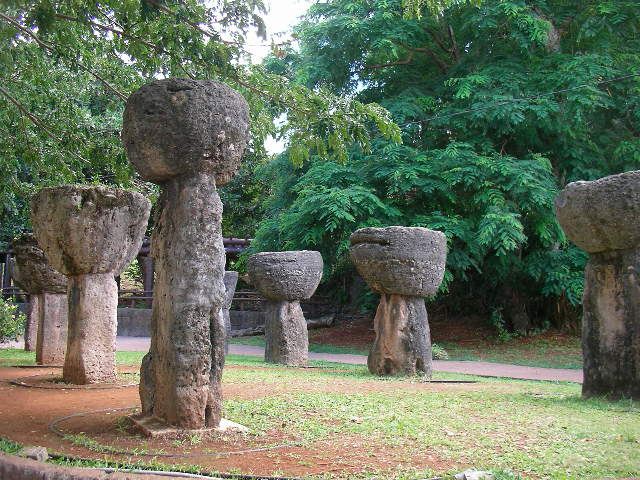
Monolitos de Guam.

La cultura tradicional chamorra se manifiesta en la danza, la navegación marítima, su cocina única, la pesca, juegos (como batu, chonka, estuleks y bayogu), canciones y moda influenciada por la inmigración de gente de otras tierras. La política española durante su presencia en Guam fue la conversión de su gente al catolicismo. Esto condujo a una eliminación gradual de los hombres guerreros de Guam, y un desplazamiento de los indígenas de sus tierras. A pesar de las agitaciones sociales de Guam —los "I Maga'håga"— continuaron la cultura indígena, el idioma y las tradiciones.

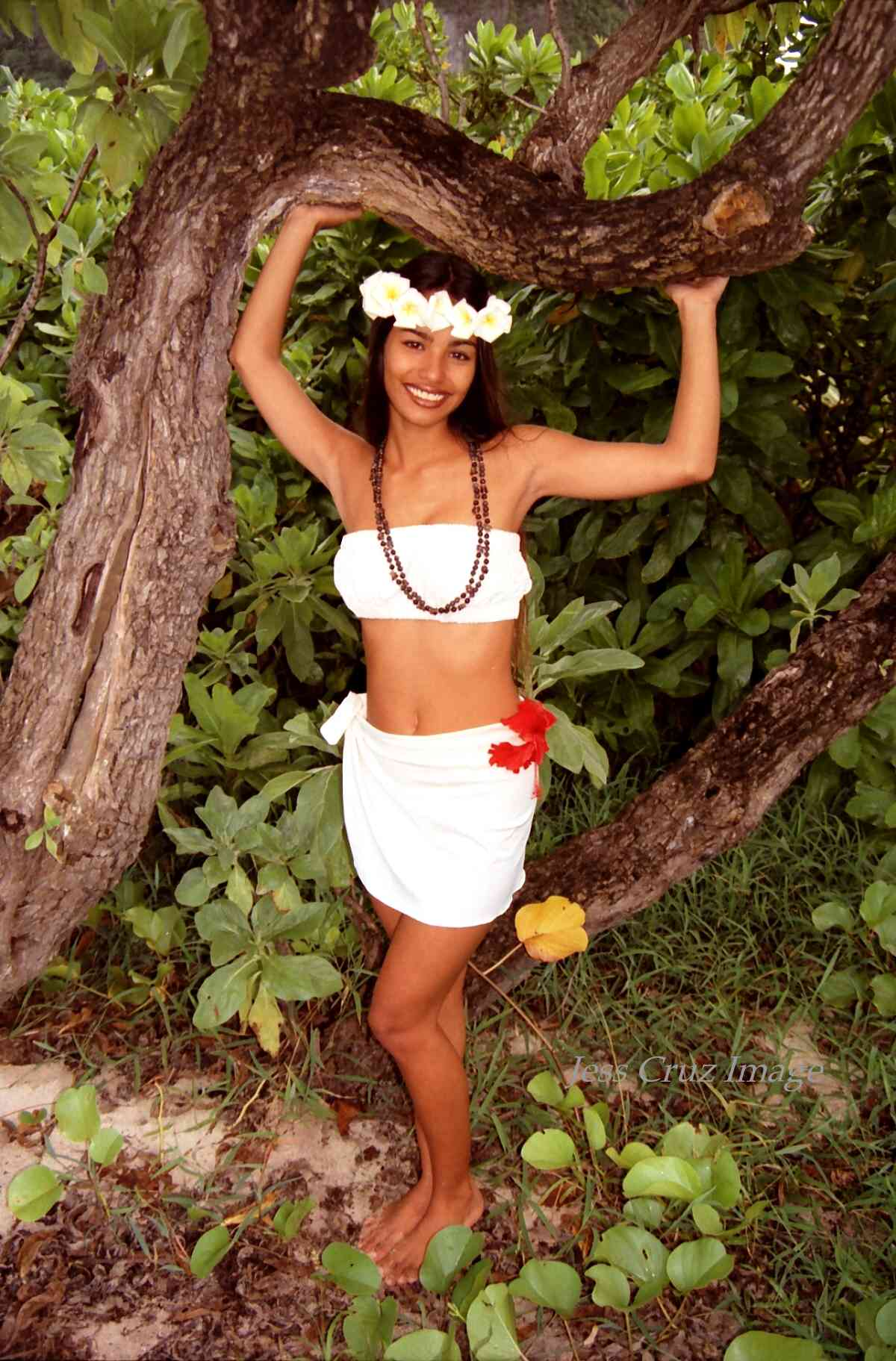
Mujer del pueblo chamorro, la mayoría étnica en Guam.

El historiador Lawrence Cunningham escribió en 1992 que «en el sentimiento chamorro la tierra y lo que ella produce pertenece a todo el mundo. Inafa'maolek, o interdependencia, es la clave, o el valor principal de la cultura chamorro... Inafa'maolek tiene un espíritu de cooperación. Este es el armazón alrededor del cual se mueve todo en la cultura chamorro. Es un poderoso concepto de mutualismo frente al individualismo y las leyes de propiedad privada».
En la cultura principal o Pengngan Chamorro se incluyen el protocolo, complejo social centrado en el respeto: como besar las manos de los mayores (inspirado en el beso del anillo de un obispo católico por parte de aquellos a quienes supervisa); el traspaso oral de leyendas, cánticos, rituales, de una persona que solicita el perdón de antepasados espirituales entrando en una selva. Otras prácticas que preceden la conquista española incluyen la fabricación de canoas, la fabricación del belembaotuyan (instrumento musical con una sola cuerda) y rituales de entierro.
Los artesanos están especializados en tejidos, incluyendo el trabajo de trenzado (niyok - åkgak - cestas de hoja, esteras, bolsos, sombreros, y recipientes de alimentos), el telar - con material tejido como (kalachucha-hibiscus faldas de fibra, cinturones y cubiertas para los cadáveres), y la ornamentación de cuerpo (cuentas, pulseras, pendientes, cinturones y peines hechos de cáscara de tortuga). En la actualidad hay pocos maestros que continúen con estas formas tradicionales de arte.
Se preservaron danzas folclóricas hispanas como el batsu, paloteos, polka y sotis. El traje tradicional chamorro de la época virreinal es el "lancheru" para los hombres y la "mestisa" para las mujeres.[cita requerida]

### Arquitectura
El complejo arquitectónico histórico más destacado de Guam es la arquitectura de piedras latte. Este estilo arquitectónico se describe como complejos aldeanos con funciones tanto residenciales como comunales. Esta estructura es única, ya que la anchura es constante en todos los tamaños de arquitectura latte, sin embargo, la altura del complejo difiere entre pequeño, mediano y grande. La arquitectura latte es exclusiva de Guam y las Islas Marianas. Además, las estructuras latte eran tropos de organización social, así como un clan micronesio igualitario y matrilineal. Este sistema incorporaba una autoridad jerárquica que se basaba en el respeto y la reciprocidad, más que en el poder totalitario o la distribución desigual de la riqueza.

### Música
La música de Guam abarca una amplia gama de música tradicional y contemporánea. La música moderna de Guam incluye elementos de la música estadounidense, española, filipina y polinesia. Los españoles y mexicanos aportaron a la cultura de Guam un tipo de canción que en Guam como en otros lugares del mundo se conoce como serenatas. Se conservan algunas canciones católicas tradicionales en lengua española, como "Mil Albricias", "Pastores a Belén", "Santa María de la Merced" o "En Lecho de Pajas", y algunas canciones de amor tradicionales, como "A mi morena", "Ay que triste desventura", "Canción de Antonio Acosta" o "Te quiero amar". Flora Baza Quan es conocida como la "Reina de la Música Chamorro". La canción estatal de Guam es "Stand Ye Guamanians" de Ramón Sablan, adoptada en 1919, pero más conocida por la traducción de 1974 de Lagrimas Untalan, "Fanohge CHamoru".

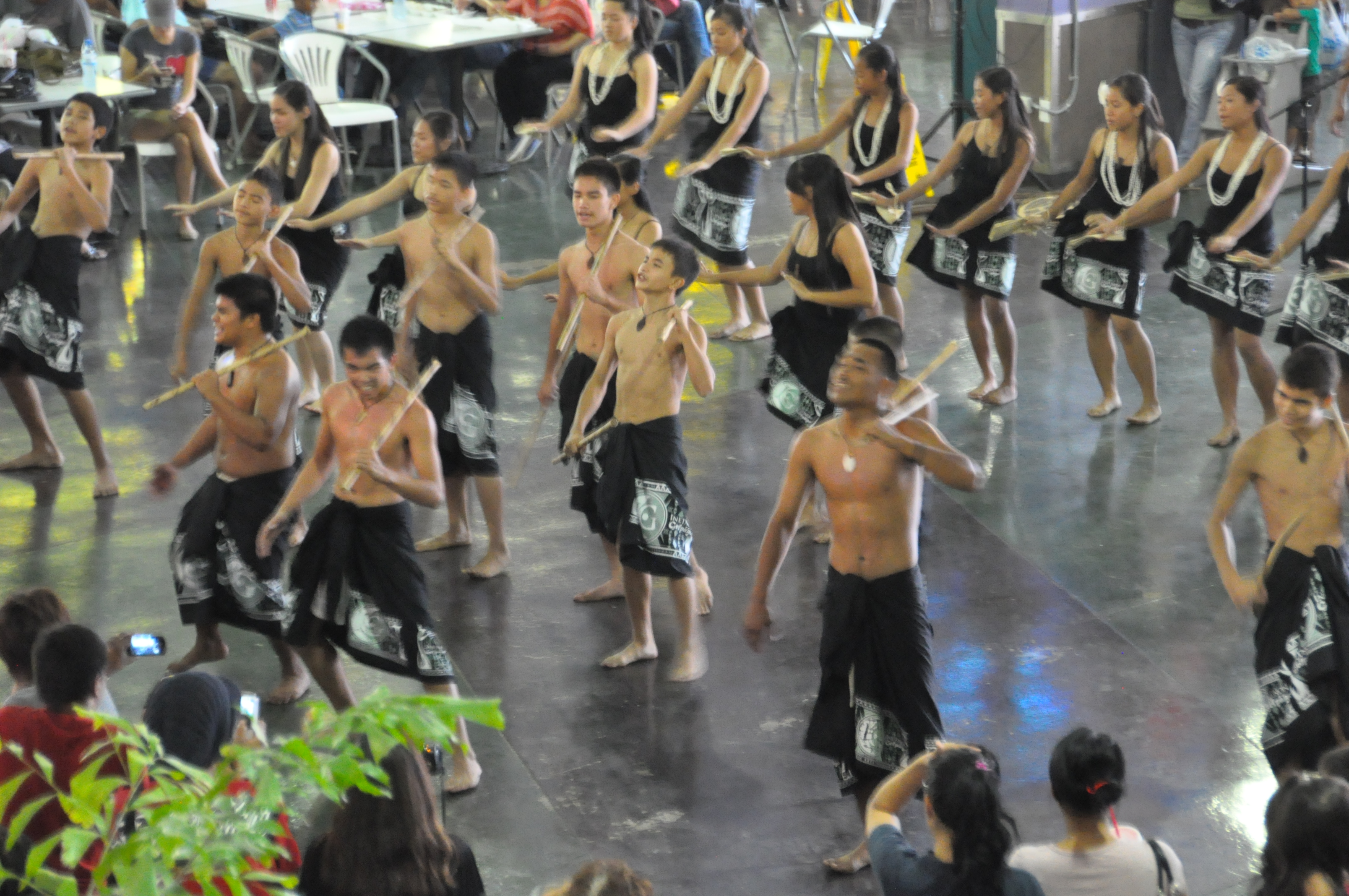
Inetnon Gefpå’go promueve la cultura de Guam con música y danza

Las instituciones musicales de Guam incluyen el Departamento de Bellas Artes de la Universidad de Guam, la Sociedad Sinfónica de Guam, los Coristas de Guam, Cantate Guam y el Instituto Gregoriano de Guam. La Sociedad Sinfónica de Guam se fundó en 1967, y organiza conciertos como el Symphony Seaside Concert y el Musikan Famagu'on para niños. Los dos principales sellos discográficos locales son Napu Records y StelStar Records. Además de las ya mencionadas, existe la Banda Territorial de Guam, patrocinada por el Gobierno. La Banda Territorial de Guam organiza conciertos anuales, a menudo gratuitos para el público, y representa la música de Guam en la escena internacional.
Entre los instrumentos tradicionales chamorros destacan el belembaotuyan, un instrumento de cuerda de calabaza hueca, y la flauta nasal. También es popular el canto kantan. Es una especie de canción de trabajo, que comienza cuando una persona se burla de otra en forma de verso, y luego continúa a través de un grupo un individuo por turno.
Los cantos chamorros y el Kantan Chamorrita (canto chamorro), una especie de poesía chamorra, son también elementos importantes de la música de Guamán. El Kantan Chamorrita es un tipo de poesía improvisada con un formato de llamada y respuesta que se remonta a 1602 y sigue siendo una parte vital de la cultura chamorra. En el Kantan Chamorrita, individuos y grupos se lanzan comentarios ingeniosos unos a otros como parte de un debate. Se trata de "antiguas canciones populares, dispuestas en cuartetas de dos pareados octosílabos, que, según algunos escritores, se componen sobre una única melodía, cuyas variaciones dependen del estilo individual de interpretación. Se caracterizan por la improvisación espontánea y el diálogo entre dos o más personas, según la ocasión y la función".
Entre los músicos populares chamorros figuran KACY, Flora Baza Quan, Daniel De León Guerrero y el cantautor J. D. Crutch.
El dúo musical Gus y Doll (Agusto Quichocho y su esposa Josephine Sablan Quichocho) fueron destacados intérpretes de música chamorra, activos hasta finales de la década de 1980.
La cantante moderna Pia Mia es la única artista de Guam que tiene una canción en el Billboard Top 100, "Do It Again" de 2015.

### Vestimenta
Los primeros navegantes y misioneros europeos describieron a los habitantes aborígenes de Guam: los hombres llevaban el pelo suelto o enrollado en un nudo en la parte superior de la cabeza, aunque también hay constancia de hombres con la cabeza afeitada a excepción de un mechón de pelo de aproximadamente un dedo de largo, que dejaban en la coronilla. Algunos también llevaban barba. Usaban sombreros llamados akgak, hechos con hojas de la planta Pandanus. Llevar un bastón tallado era una moda entre los jóvenes. Los hombres se encargaban de construir casas y canoas, pescar, cazar pájaros, murciélagos frugívoros y cangrejos de coco, así como de cultivar sus propias cosechas.

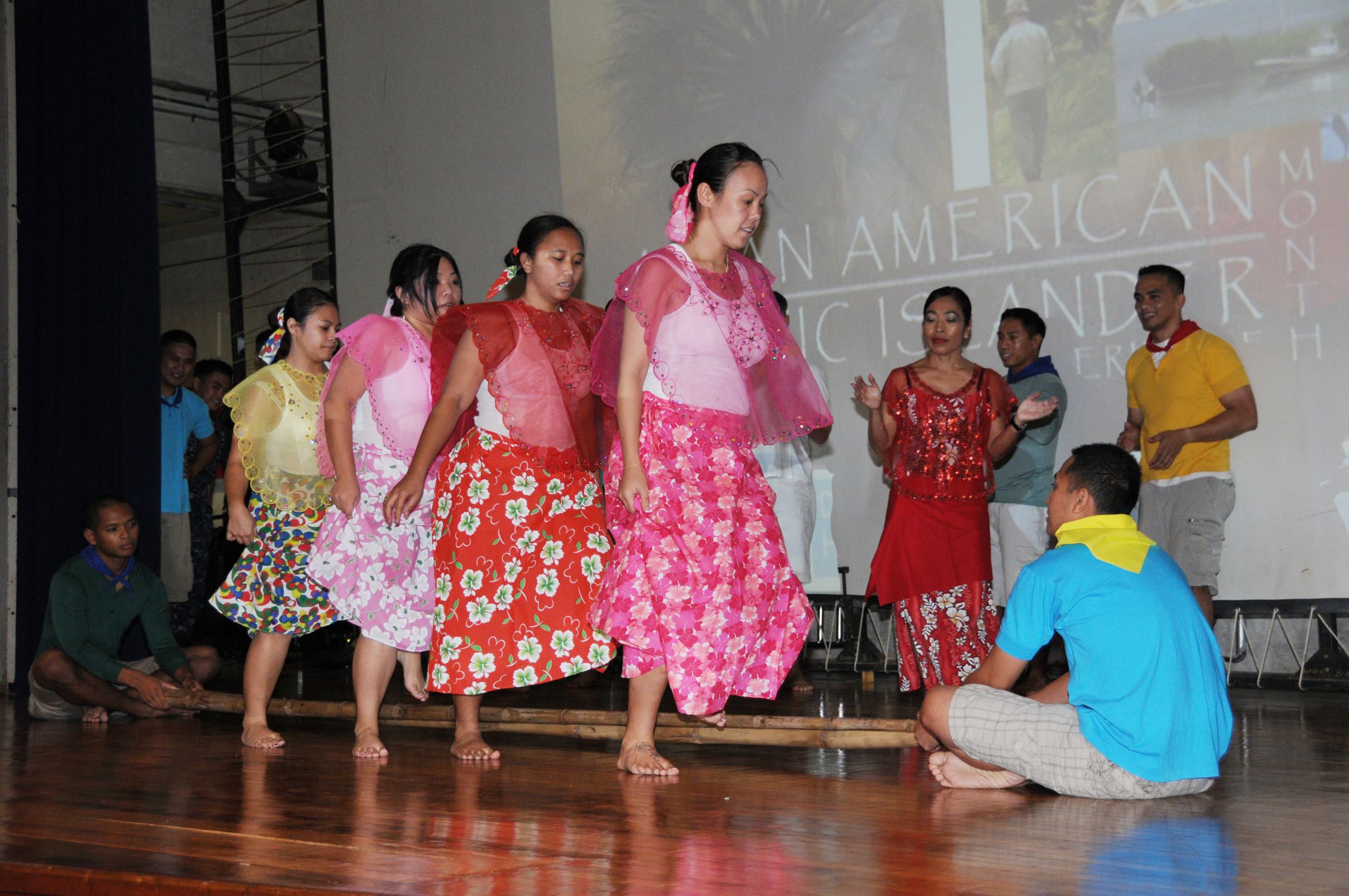
Bailarinas de Guam con Trajes típicos

Las mujeres llevaban el pelo muy largo, a menudo hasta el suelo. Las mujeres se cubrían la parte inferior del cuerpo con una pequeña prenda parecida a un delantal hecha con la corteza interna de los árboles. También llevaban un top llamado tifi hecho de gunot, mientras que los hombres permanecían con el torso desnudo debido a las calurosas condiciones climáticas. Las mujeres se dedicaban a tejer cestas, esteras y sombreros de hojas de Pandanus, y a otras tareas domésticas. Las mujeres se adornaban con flores y cinturones de cáscara de coco sobre la falda, y también llevaban un tocado de caparazón de tortuga. Además de las tareas domésticas, las mujeres también se dedicaban a pescar en los arrecifes y a recolectar en el bosque el fruto del pan silvestre llamado dokdok.

### Costumbres sociales
Dos aspectos de la cultura indígena prehispánica que han resistido al paso del tiempo en Guam son el chenchule' y el inafa'maolek. El chenchule' es el intrincado sistema de reciprocidad en el corazón de la sociedad chamorra. Está arraigado en el valor fundamental del inafa'maolek. El historiador Lawrence Cunningham escribió en 1992: "En el sentido chamorro, la tierra y sus productos pertenecen a todos. Inafa'maolek, o interdependencia, es la clave, o el valor central, de la cultura chamorra Inafa'maolek depende de un espíritu de cooperación y de compartir. Es la armadura, o núcleo, en torno a la cual gira todo en la cultura de los chamorros. Es una poderosa preocupación por la reciprocidad más que por el individualismo y los derechos de propiedad privada.
El núcleo de la cultura o Pengngan Chamoru se basa en un complejo protocolo social centrado en el respeto: desde olfatear las manos de los ancianos (llamado mangnginge en chamorro), la transmisión de leyendas, cantos y rituales de cortejo, hasta pedir permiso a los antepasados espirituales antes de entrar en la selva o en antiguos campos de batalla. Otras prácticas anteriores a la conquista española son la fabricación de canoas galaide', la fabricación del belembaotuyan (un instrumento musical de cuerda hecho con una calabaza), la fabricación de hondas y piedras de honda åcho' atupat, la fabricación de herramientas, los rituales funerarios måtan guma' y la preparación de hierbas medicinales por parte de los suruhanu.

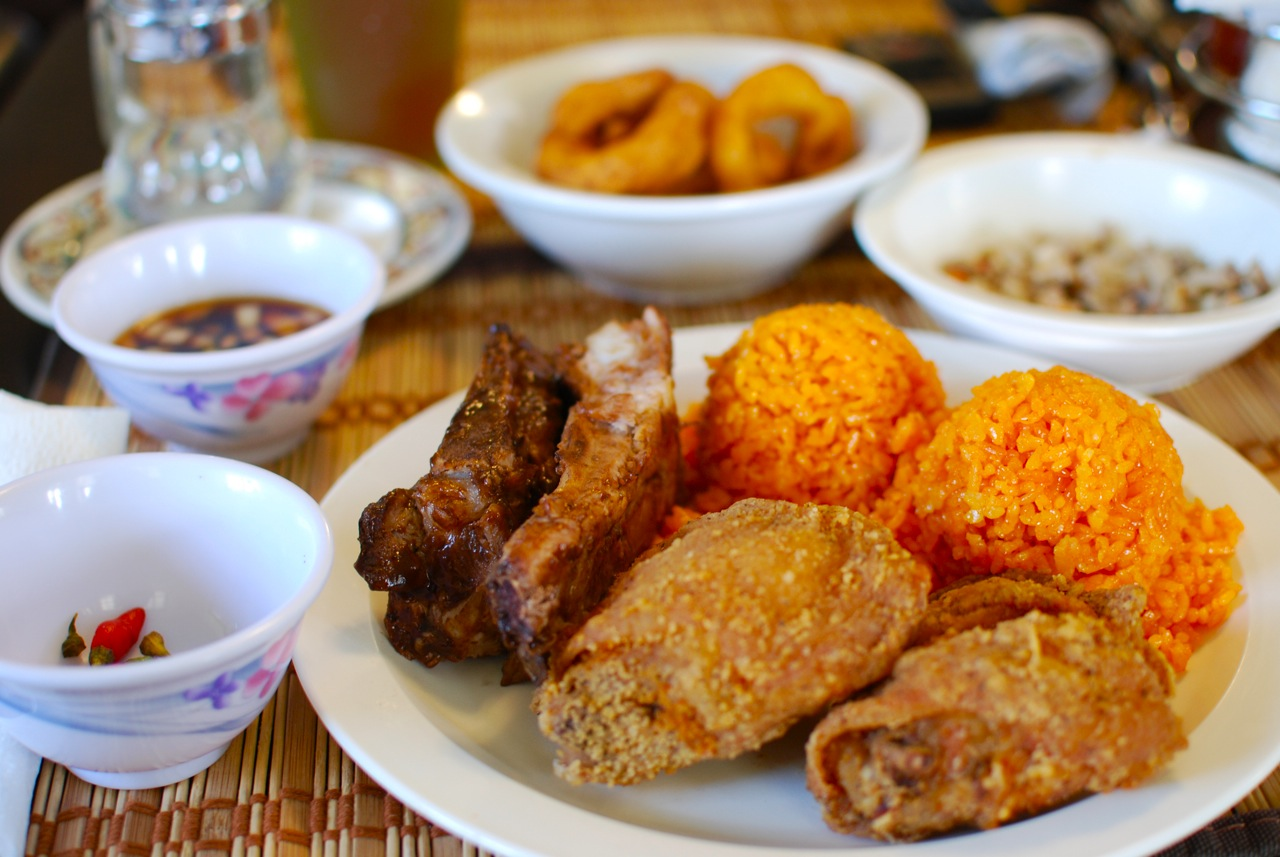
Un plato especial en Guam llamado

### Gastronomía
Históricamente, la dieta de los habitantes nativos de Guam consistía en pescado, aves, arroz, frutos del árbol del pan, taro, ñame, plátanos y cocos utilizados en diversos platos. Tradicionalmente cocinaban con piedras calientes enterradas en un pozo, un método muy parecido al utilizado por muchas culturas polinesias actuales. Los principales cultivos introducidos por los misioneros europeos fueron el maíz, el tabaco, las naranjas, los limones, las limas, las piñas, los anacardos, los cacahuetes, las berenjenas, los tomates y varias especies de Annona, además de una serie de legumbres y hierbas de jardín. El café y el cacao se introdujeron más tarde. La cocina chamorra posterior al contacto con España y sus colonias se basa en gran medida en el maíz, e incluye tortillas, tamales, atole y chilaquiles, que son una clara influencia de Mesoamérica, principalmente México, del comercio español con Asia.
La cocina actual de Guam es una fusión de la de las tribus indígenas chamorro con la de otros isleños del Pacífico, asiáticos, europeos (principalmente españoles) y mexicanos. El colonialismo español, que llegó a las Marianas a través de México y duró más de 300 años, ha tenido una influencia especialmente fuerte en la cocina, mezclada con la actual influencia estadounidense. Algunos platos populares son el bol de desayuno con chorizo, la parrillada jamaiquina, el arroz rojo como guarnición cocinado con las semillas rojas del achiote, el chicharrón escovitch, la guyuria, el roskette, el kalamai y un postre de inspiración filipina llamado lumpia de plátano. La carne de P. mariannus mariannus (murciélago frugívoro de las Marianas) es una característica distintiva de la cocina tradicional chamorra. Otros ingredientes locales destacados de la cocina de Guam son el pescado fresco, como el atún, así como el fruto del árbol del pan, el coco, la papaya, el taro y el ñame.

### Alfarería y pintura

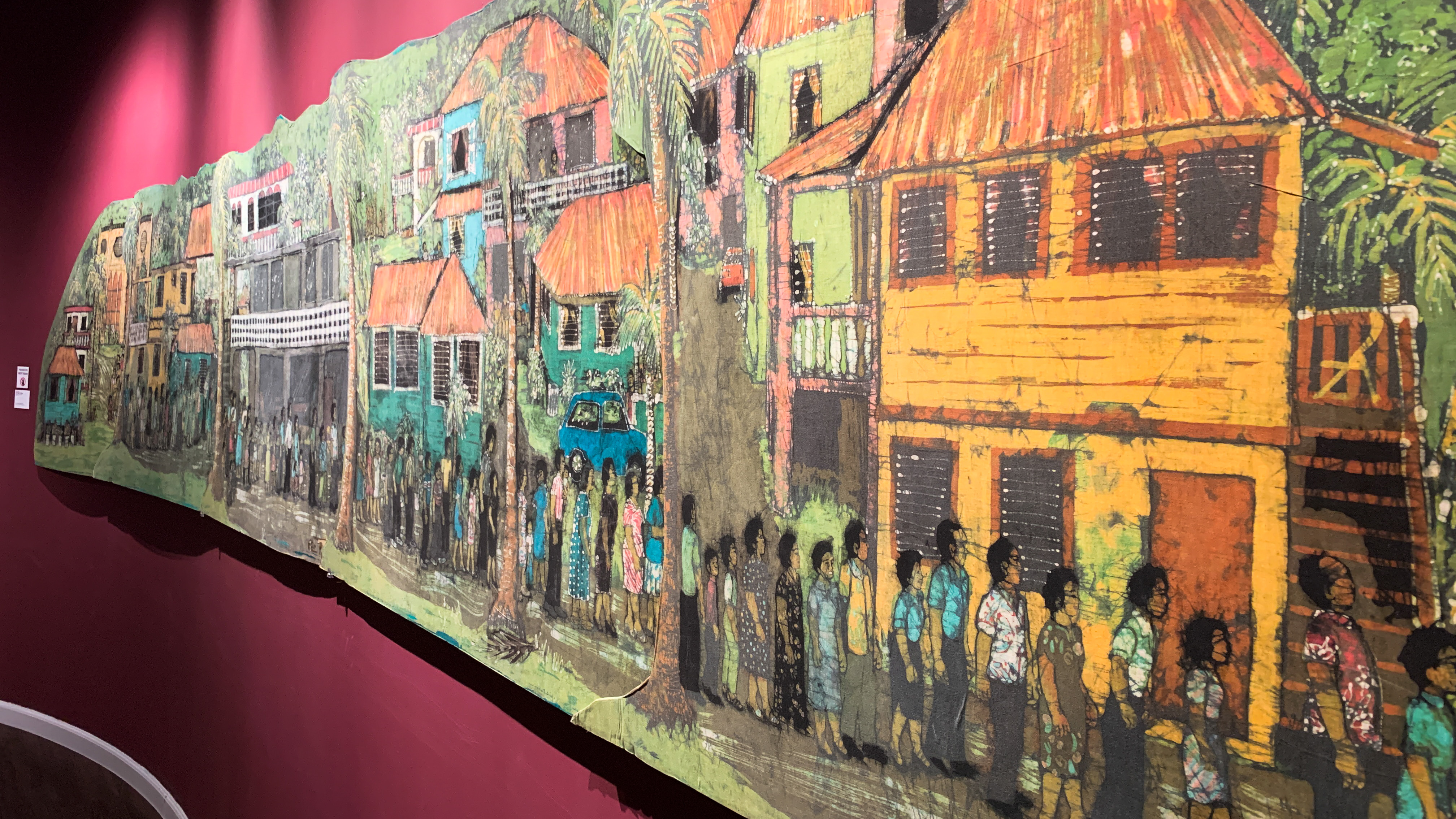
Pinturas exhibidas en el Museo de Guam

La cerámica chamorra es una forma de arte local que, según los hallazgos arqueológicos, data de hace más de 3000 años. Los objetos en forma de vajilla doméstica se hacían a mano con diseños geométricos e impresiones de cal. Durante el periodo Latte (800-1521 d. C.), la cerámica se fabricaba con arcilla roja mezclada con arena volcánica. Estaban decoradas en la superficie a lo largo del borde, pero eran de menor tamaño que las de antes del periodo Latte. También se diseñaban con una base redonda o cónica con pequeñas aberturas para facilitar la cocción. Sin embargo, durante la dominación colonial española se abandonó esta artesanía tradicional y en su lugar se empezó a utilizar cerámica importada. A mediados de la década de 1960, la Universidad de Guam promovió el resurgimiento de esta forma de trabajo artesanal, y ahora vuelve a ser una forma de arte especializada de Guam.
La pintura es una práctica reciente que ha evolucionado en Guam desde la década de 1980. El Aeropuerto Internacional de Guam cuenta con una de las mayores colecciones de pinturas de artistas locales expuestas en las puertas de llegada y salida, al igual que la escuela de negocios de la Universidad de Guam. Algunos de los murales realizados por el pintor Sal Bidaure son un mural de dos pisos de altura en el Banco de Hawái y otro que está hecho en el muro de contención de hormigón cerca del hotel Hilton. Pinturas contemporáneas de muchos artistas se ven en muchos edificios destacados de toda la isla. Algunos de los artistas contemporáneos más conocidos son Mark Dell'Isola, Vivian Chargulaf, Monica Baza y Ric R. Castro.

## Deporte
- Guam en los Juegos Olímpicos
- Selección de Fútbol
- División 1

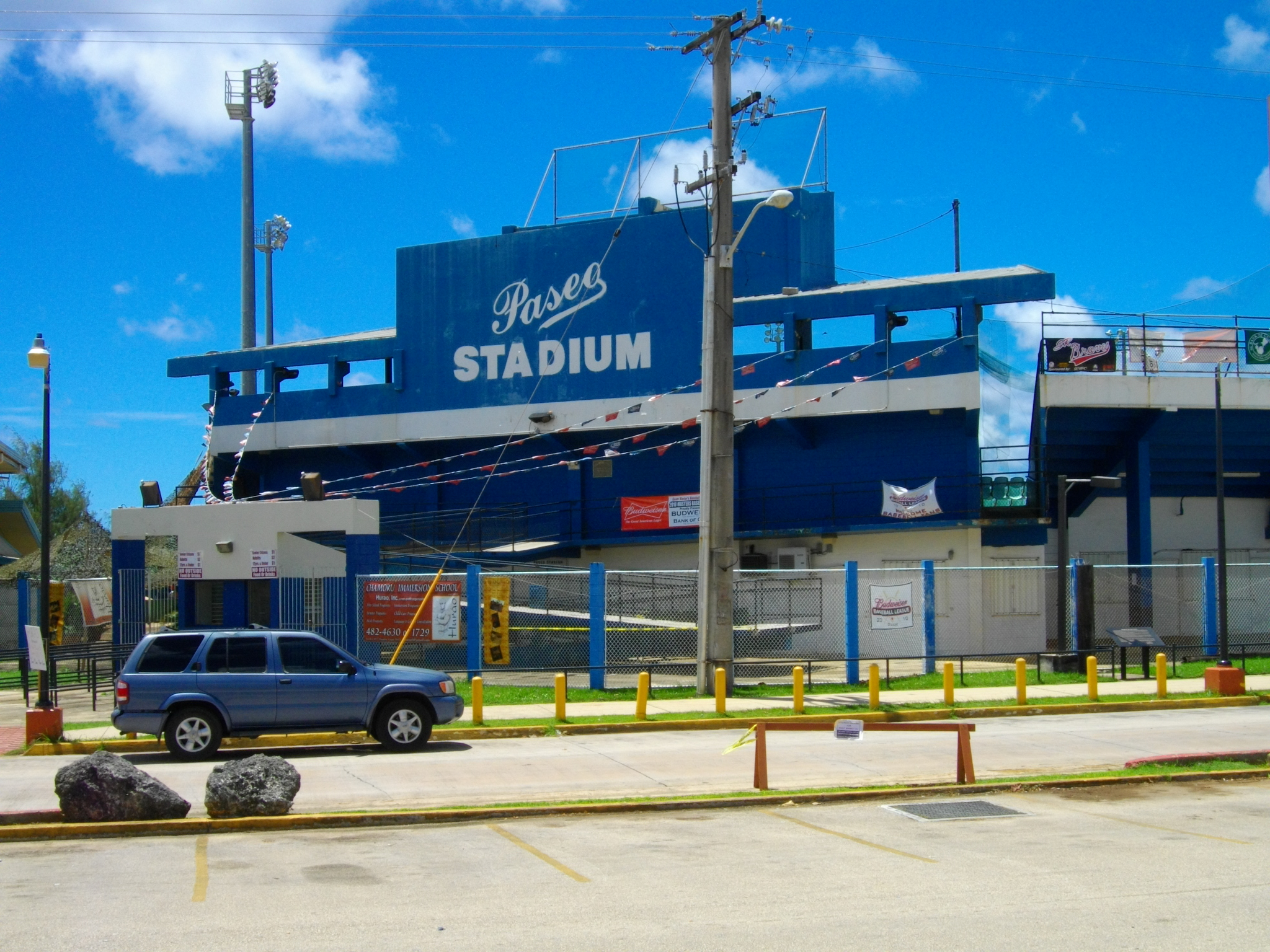
Estadio de Béisbol Paseo, en Guam

El equipo nacional de fútbol de Guam fue fundado en 1975 y se unió a la FIFA en 1996. Guam fue considerada en su día uno de los equipos más débiles de la FIFA, y experimentó su primera victoria sobre un equipo inscrito en la FIFA en 2009, cuando derrotó a Mongolia en la Copa de Asia Oriental.
El equipo nacional juega en el Estadio Nacional de Fútbol de Guam y es conocido como el equipo "matao". Matao es la definición de nivel más alto o clase "noble"; el equipo matao lo ha hecho excepcionalmente bien bajo la dirección del entrenador Gary White. A partir de 2016, el Matao es dirigido por Darren Sawatzky, el actual entrenador principal. La principal división de fútbol en Guam es la Liga de Fútbol Masculino de Guam. El Rovers FC y el Guam Shipyard son los clubes más competitivos y exitosos de la liga, ambos han ganado nueve campeonatos en los últimos años.
Guam entró en el Grupo D de clasificación para la Copa Mundial de la FIFA 2018. Guam organizó los partidos de clasificación en la isla por primera vez en 2015. Durante la ronda de clasificación, Guam consiguió su primera victoria en la clasificación para la Copa Mundial de la FIFA al derrotar a la selección nacional de fútbol de Turkmenistán. Desde entonces, el equipo ha experimentado un éxito moderado en la ronda de clasificación con un récord de 2-1-1.
El equipo nacional de baloncesto de Guam es tradicionalmente uno de los mejores equipos de la región de Oceanía, detrás del equipo nacional de baloncesto masculino de Australia y el equipo nacional de baloncesto de Nueva Zelanda. A partir de 2015, es el actual campeón del Torneo de Baloncesto de los Juegos del Pacífico. Guam es sede de varias organizaciones de baloncesto, entre las que se encuentra la Asociación de Baloncesto de Guam.

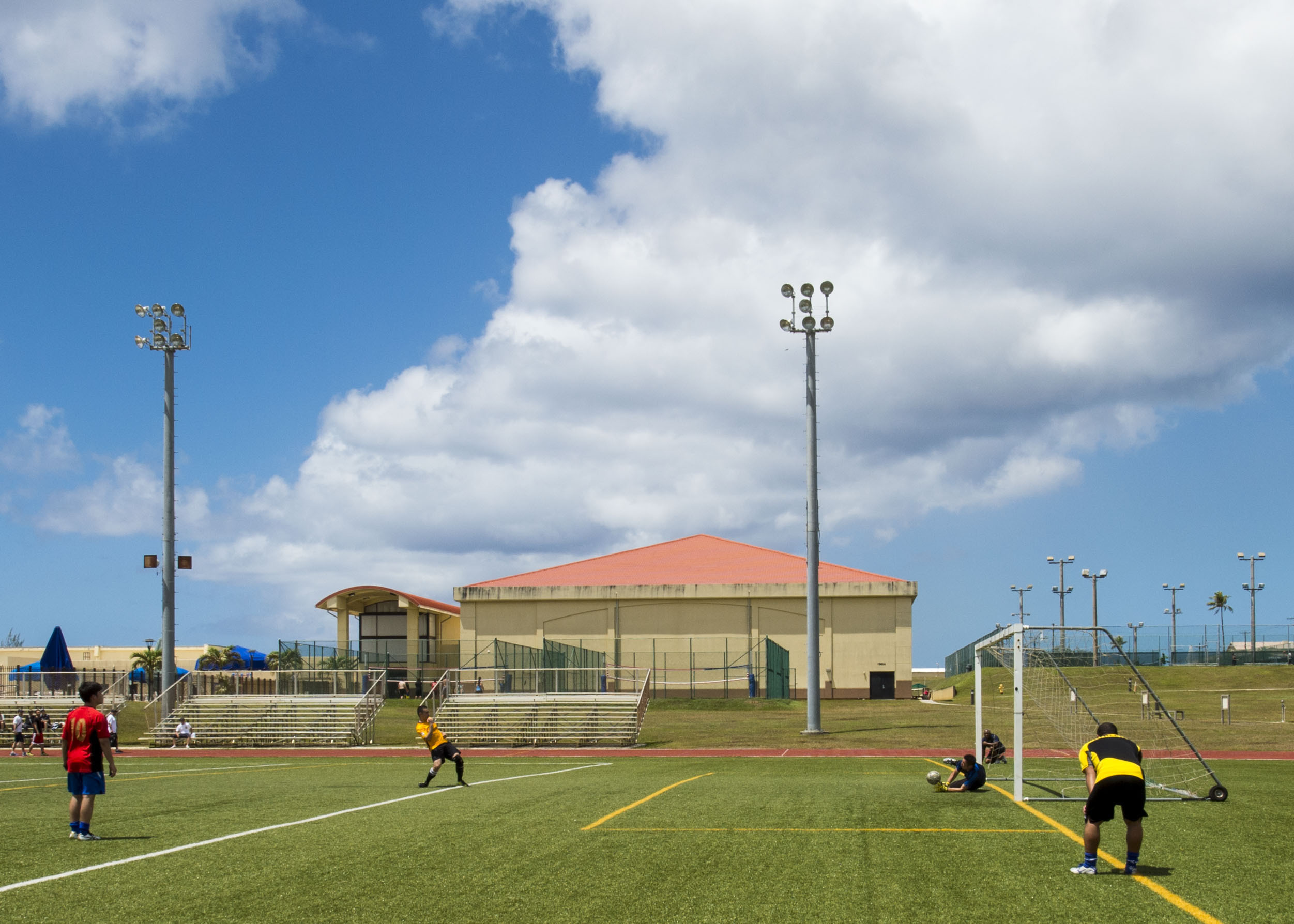
Un partido de fútbol en Santa Rita, Guam

Guam está representada en el rugby por el equipo nacional de rugby de Guam. El equipo nunca se ha clasificado para una Copa Mundial de Rugby. Guam jugó su primer partido en 2005, un empate 8-8 con la selección nacional de rugby de la India. La mayor victoria de Guam fue un partido de 74-0 contra la selección nacional de rugby de Brunéi en junio de 2008.
Guam fue sede de los Juegos del Pacífico en 1975 y 1999. En los Juegos de 2007, Guam ocupó el séptimo lugar de 22 países y el decimocuarto lugar en los Juegos de 2011.

## Transporte y comunicaciones
El Puerto Comercial de Guam es el salvavidas de la isla porque la mayoría de los productos deben ser enviados a Guam desde el exterior. Recibe envíos semanales de la compañía naviera Matson, Inc. con sede en Hawái, cuyos buques portacontenedores conectan Guam con Honolulu, Hawái, Los Ángeles, California, Oakland, y Seattle, Washington. El puerto es también el centro regional de transbordo para más de 500 000 clientes de toda la región de Micronesia. El puerto es el punto de embarque y recepción de contenedores designados para las instalaciones del Departamento de Defensa de los Estados Unidos, la Base Aérea de Andersen y el Comandante de las Fuerzas Navales de las Marianas y, a veces, de la Tercera Fuerza Expedicionaria de la Marina estadounidense.

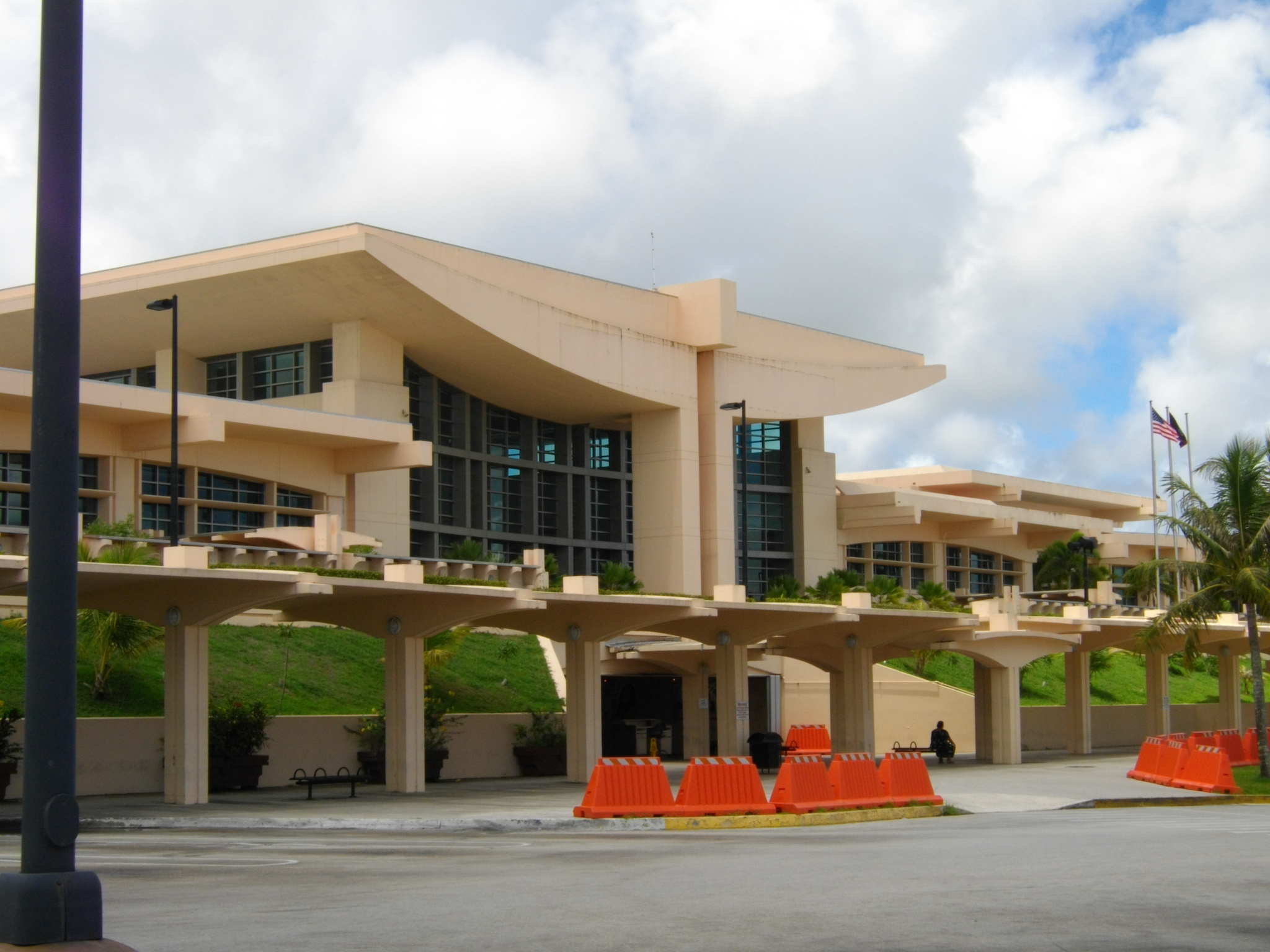
Aeropuerto Internacional de Guam

Guam cuenta con el Aeropuerto Internacional Antonio B. Won Pat. La isla está fuera de la zona aduanera de los Estados Unidos, por lo que Guam es responsable de establecer y dirigir su propio organismo de aduanas y posee su propia jurisdicción. Por lo tanto, el Servicio de Aduanas y Protección de Fronteras de los Estados Unidos solo realiza funciones de inmigración (pero no de aduanas). Dado que Guam está bajo la jurisdicción federal en materia de inmigración, los pasajeros que llegan directamente de los Estados Unidos se saltan la inmigración y se dirigen directamente al Servicio de Aduanas y Cuarentena de Guam.
Sin embargo, debido al programa de exención de visados de Guam y de la CNMI para determinados países, en Guam se lleva a cabo un control previo de elegibilidad para los vuelos a los Estados Unidos. Para los viajes de las Islas Marianas del Norte a Guam, se realiza una comprobación previa del pasaporte y el visado antes de embarcar en el vuelo a Guam. En los vuelos de Guam a las Islas Marianas del Norte no se realiza ningún control de inmigración. Sin embargo, para viajar entre Guam y los Estados a través de un punto extranjero sí se requiere un pasaporte.
La mayoría de los residentes viajan dentro de Guam utilizando vehículos de propiedad personal. Actualmente, el gobierno local subcontrata el único sistema de autobuses públicos (Organismo Regional de Tránsito de Guam) y algunas empresas comerciales explotan autobuses entre lugares frecuentados por turistas.

## Bases militares
El ejército de los Estados Unidos mantiene la jurisdicción sobre varias bases, que cubren aproximadamente 160 km² (16 000 ha), o el 29 % de la superficie total de la isla:

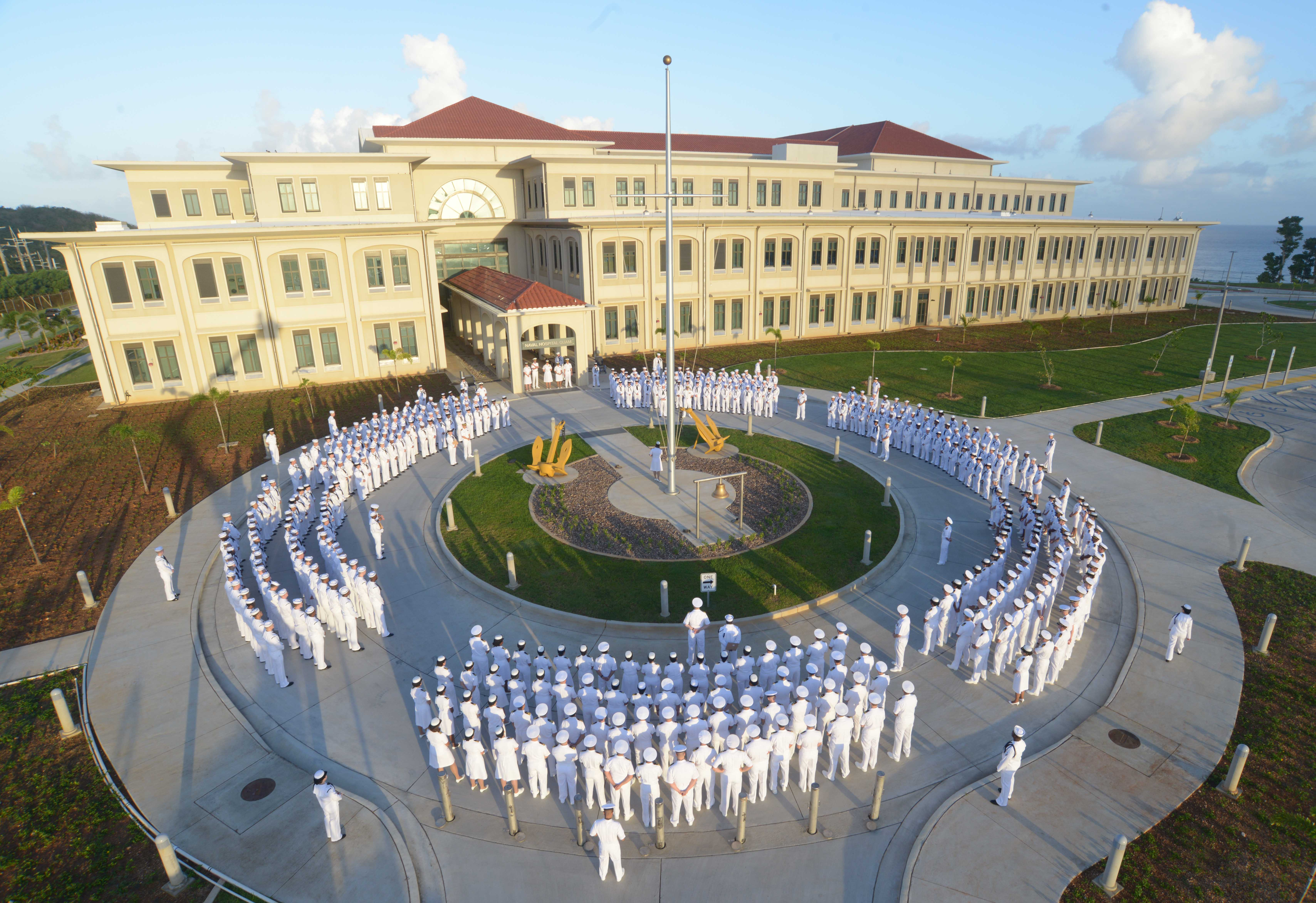
Hospital Naval estadounidense de Guam

- Base Naval de los Estados Unidos en Guam, Marina de los Estados Unidos – Sumay
- Guardia Costera de los Estados Unidos, Sector Guam – Sumay
- Base de la Fuerza Aérea Andersen, Fuerza Aérea de los Estados Unidos – Yigo
- Puerto de Apra – Península de Orote
- Ordnance Annex, Marina de los Estados Unidos – South Central Highlands (antes conocido como Naval Magazine)
- Estación Naval de Computación y Telecomunicaciones de la Marina de los Estados Unidos – Barrigada y Finegayan
- Cuartel General de la Fuerza Conjunta-Guam, Guardia Nacional de Guam – Radio Barrigada y Fort Juan Muna

El ejército de los Estados Unidos ha propuesto construir un nuevo atracadero de portaaviones en Guam y trasladar 8600 infantes de marina y 9000 de sus dependientes a Guam desde Okinawa, Japón. Incluyendo a los trabajadores de la construcción necesarios, esta construcción aumentaría la población de Guam en un 45 %. En una carta de febrero de 2010, el Organismo de Protección del Medio Ambiente de los Estados Unidos criticó duramente estos planes debido a la escasez de agua, los problemas de aguas residuales y el impacto en los arrecifes de coral. Para 2012, estos planes se habían recortado para tener solo un máximo de 4800 infantes de marina estacionados en la isla, dos tercios de los cuales estarían allí de forma rotativa.
El cambio climático también podría afectar a las bases militares de Guam. Un estudio de 2012 sobre las instalaciones militares estadounidenses concluyó que las de Guam se encontraban entre las cinco más vulnerables al cambio climático, debido a las inundaciones costeras, la erosión y los fenómenos meteorológicos extremos.